# 假面騎士Drive
《假面骑士驰骑》（日語：仮面ライダードライブ）是日本東映公司在2014年推出的《假面騎士系列》的第16部平成系列特攝作品。於2014年（平成26年）10月5日至2015年（平成27年）9月27日，每週日早上08:00-08:30於朝日電視台播出，共48集。口號是「這個男人，既是刑警也是假面騎士！！」（日語：この男、刑事で仮面ライダー!!）。
台灣東森電視於《假面騎士鎧武》播映完畢後，跳過本作及後作《假面騎士Ghost》，於2017年9月播出《假面騎士EX-AID》，但後來經木棉花國際代理之後，在相關平台上架，並於2021年4月16日由霹靂台灣台播出本作。
香港方面因無綫電視取消幪面超人時段，亦沒有在電視台播放本作，並蹺過本作與後作，推出相關商品。於2017年的漫畫月刊《LUCKY》7月號中，開始連載改編自本作的全彩色漫畫《幪面超人DRIVE～極速搜捕篇～》，並於同年11月中旬推出東映授權單行本。
中國大陸於《假面騎士ZI-O》播放期間在騰訊視頻全集上架該作雙語版本，后外包给鸣鸽工作室重新制作字幕后，重新播出。

## 本作特色
- 本作是首部以「汽車」和「警察」[2]作為主題的假面騎士作品，全《平成假面騎士系列》首次主角假面騎士沒有自己的摩托車，因此跑車成為本作主角假面騎士最主要的座駕，這亦令本作的主角假面騎士成為繼「假面騎士Black RX」之後第二位擁有跑車的假面騎士。
- 本作故事情節上使用偵查奇異案件方式的「刑事」劇情作為主要設定。
- 本作再度採用每兩話一篇單元式的劇情架構[3]。
- 除第1話、最終話及特別篇之外，本作在大多集數取消上集提要和開頭，直接播片頭曲。
- 演唱本作片頭曲的歌手松岡充，曾出演《假面騎士W》獨立劇場版《假面騎士W Forever A至Z/命運的Gaia Memory》的反派主角「大道克己/假面騎士Eternal」和演唱該劇場版主題曲《W》[4]，是首位過去曾演假面騎士變身者的《平成假面騎士系列》電視版片頭曲主唱者。
- 另外是自《假面騎士Fourze》之後再次於劇中使用假面騎士的稱呼，亦繼《假面騎士KIVA》後第二次變身器擁有人格的演繹。
- 本作世界觀設定與前作《假面騎士W》[5]和後作《假面騎士Ghost》相連，之後於2017年上映的《假面騎士平成Generations FINAL Build & EX-AID with 傳說騎士》得知《假面騎士W》至《假面騎士EX-AID》實为同一世界觀[6]。
- 本作繼前作《假面騎士鎧武》後再度與《超級戰隊系列》合作特別篇。
- 本作繼《假面騎士Wizard》後第二次出現讓下一部系列作的假面騎士登場的特別篇。
- 本作首次把集數劃分為多個特定的章節。

## 故事概要
2014年（平成26年）4月8日的晚上，全世界頻繁爆發令所有的人類和物質變得靜止的怪異現象「鈍拙」，由人工生命體惡路程式（Roidmude）所引發並作出大規模破壞行動，事件後期被稱之為「Global Freeze」。
半年後，警視廳內部成立了部門特狀課，負責調查與後期稱之為「重加速」的現象有關特別案件，而特狀課有一位曾經在「Global Freeze」事件中造成了陰霾而變得散慢的少年刑警泊進之介，偶然與設置於跑車賽特朗內會說話的腰帶相遇。
在發生新一度和「重加速」有關的事件之中，使用腰帶變身成為假面騎士Drive與引發事件的怪物戰鬥。

## 故事背景
東京都
原文：
本作故事的舞台，於外傳《Drive SAGA 假面騎士Chaser》中得知此地點與風都相連接。
特狀課
原文：
全名為「特殊狀況下事件搜查課」。
警視廳所成立的部門，總部設於久瑠間駕駛執照考場內，專門負責調查與「重加速」有關的特別事件。
本願寺純主要為協助已成為變身腰帶的克里姆‧施丹伯特能夠秘密行動而成立，能夠獲得據點在底部建設秘密基地「Drive Pit」。
雖然名義上屬警察部門，但有關調查工作並不太受到警視廳內部重視及認同，被質疑是否曾經發生過所謂「怪異事件」，甚至多次因假面騎士的存在而遭致指摘沒有成效。
直至查出原來背後由惡路程式001所擬態的國家防衛局長官真影壯一，及搜查一課課長仁良光秀二人合同暗中在操縱一切，而導致曾經發生「Global Freeze」這大規模事件後警方仍淡然應對。
最終經過惡路程式001被消滅及仁良受到拘捕之後，特狀課正式受到認可昇格成為刑事部。
| 惡路程式撲滅紀錄 | 惡路程式撲滅紀錄 | 惡路程式撲滅紀錄     | 惡路程式撲滅紀錄          | 惡路程式撲滅紀錄     | 惡路程式撲滅紀錄                                           |                               |
| 編號             | 種類             | 擬態原型             | 融合者                    | 進化狀況             | 撲滅話數                                                   |                               |
| ---------------- | ---------------- | -------------------- | ------------------------- | -------------------- | ---------------------------------------------------------- | ----------------------------- |
| 001              | 眼鏡蛇型         | 真影壯一             | -                         | 凍結惡路程式         | 33                                                         |                               |
| 001              | 眼鏡蛇型         | 真影壯一             | -                         | 凍結惡路程式超進化態 | 33                                                         |                               |
| 002              | 蜘蛛型           | 廣井真藏             | -                         | 心臟惡路程式         | 47                                                         |                               |
| 002              | 蜘蛛型           | 廣井真藏             | -                         | 心臟惡路程式超進化態 | 47                                                         |                               |
| 003              | 蝙蝠型           | 杵田光晴             | -                         | 頭腦惡路程式         | 44                                                         |                               |
| 003              | 蝙蝠型           | 杵田光晴             | 仁良光秀                  | 盜賊惡路程式         | 44                                                         |                               |
| 003              | 蝙蝠型           | 杵田光晴             | -                         | 頭腦惡路程式超進化態 | 44                                                         |                               |
| 004              | 蜘蛛型           | 克里姆‧施丹伯特      | -                         | -                    | 44                                                         |                               |
| 005              | 蝙蝠型           | 西堀光也             | -                         | 復仇者惡路程式       | 《秘密任務 type TV-KUN》 / 《Drive SAGA 假面騎士Mach》     |                               |
| 006              | 眼鏡蛇型         | （原名不詳）         | -                         | 進化態（名字不詳）   | 41                                                         |                               |
| 007              | 蝙蝠型           | -                    | 多賀始                    | 劍刃惡路程式         | 26                                                         |                               |
| 008              | 蜘蛛型           | 喬治白鐘             | -                         | 龍捲惡路程式         | 40                                                         |                               |
| 009              | 眼鏡蛇型         | 羽鳥美鈴             | -                         | 醫師惡路程式         | 46                                                         |                               |
| 009              | 眼鏡蛇型         | 羽鳥美鈴             | -                         | 醫師惡路程式超進化態 | 46                                                         |                               |
| 010              | 蜘蛛型           | 淺矢一廣             | -                         | 塗料惡路程式         | 4                                                          |                               |
| 011              | 蝙蝠型           | -                    | -                         | 巨大化形態           | 《劇場版 假面騎士Drive Surprise Future》                   |                               |
| 012              | 蜘蛛型           | -                    | -                         | -                    | 43 / 最終話                                                |                               |
| 013              | 眼鏡蛇型         | -                    | -                         | 死神                 | 43                                                         |                               |
| 014              | 眼鏡蛇型         | -                    | -                         | -                    | 《假面騎士×假面騎士 Drive & 鎧武 MOVIE大戰 Full Throttle》 |                               |
| 015              | 蜘蛛型           | -                    | -                         | 死神                 | 45                                                         |                               |
| 016              | 蝙蝠型           | -                    | -                         | 肥大蕃息之術巨大化   | 《手里剑战队忍忍者VS假面騎士Drive 春假合體1小時特別篇》    |                               |
| 017              | 蝙蝠型           | 加夫                 | -                         | 槍手惡路程式         | 13                                                         |                               |
| 018              | 蜘蛛型           | 賓                   | -                         | 半進化               | 13                                                         |                               |
| 019              | 蜘蛛型           | -                    | -                         | 死神                 | 45                                                         |                               |
| 020              | 蜘蛛型           | -                    | -                         | -                    | 《假面騎士×假面騎士 Drive & 鎧武 MOVIE大戰 Full Throttle》 |                               |
| 021              | 眼鏡蛇型         | -                    | -                         | 死神                 | 44                                                         |                               |
| 022              | 蜘蛛型           | -                    | -                         | 死神                 | 43                                                         |                               |
| 023              | 眼鏡蛇型         | （原名不詳）         | -                         | 粉碎惡路程式         | 6                                                          |                               |
| 024              | 蜘蛛型           | 美波護郎             | -                         | 伏特惡路程式         | 9                                                          |                               |
| 024              | 蜘蛛型           | 美波護郎             | -                         | 伏特幽靈             | 11                                                         |                               |
| 024              | 蜘蛛型           | 美波護郎             | -                         | 巨大化形態           | 11                                                         |                               |
| 025              | 蜘蛛型           | -                    | -                         | -                    | 37                                                         |                               |
| 026              | 蝙蝠型           | -                    | -                         | 巨大化形態           | 28                                                         |                               |
| 027              | 蜘蛛型           | （原名不詳）         | -                         | 偽冒Drive            | 《秘密任務 type HIGH SPEED》                               |                               |
| 028              | 蜘蛛型           | -                    | -                         | 死神                 | 31                                                         |                               |
| 029              | 眼鏡蛇型         | 益田信夫             | -                         | 鋼鐵惡路程式         | 2                                                          |                               |
| 029              | 眼鏡蛇型         | 澤井伊代             | -                         | 鋼鐵惡路程式         | 2                                                          |                               |
| 030              | 蜘蛛型           | 甘城秀               | -                         | 聲音惡路程式         | 17                                                         |                               |
| 030              | 蜘蛛型           | 笹本喜三郎           | -                         | 聲音惡路程式         | 17                                                         |                               |
| 031              | 眼鏡蛇型         | -                    | -                         | -                    | 37                                                         |                               |
| 032              | 蜘蛛型           | -                    | -                         | 死神                 | 44                                                         |                               |
| 033              | 蝙蝠型           | -                    | -                         | 獨家惡路程式         | 8                                                          |                               |
| 034              | 眼鏡蛇型         | -                    | -                         | 死神                 | 22                                                         |                               |
| 035              | 蝙蝠型           | -                    | -                         | 死神                 | 45                                                         |                               |
| 036              | 蜘蛛型           | （原名不詳）         | -                         | -                    | 39                                                         |                               |
| 037              | 眼鏡蛇型         | （原名不詳）         | -                         | -                    | 9                                                          |                               |
| 038              | 眼鏡蛇型         | （原名不詳）         | -                         | -                    | 36                                                         |                               |
| 039              | 蜘蛛型           | （原名不詳）         | -                         | -                    | 36                                                         |                               |
| 040              | 蝙蝠型           | （原名不詳）         | -                         | -                    | 36                                                         |                               |
| 041              | 眼鏡蛇型         | -                    | -                         | 死神                 | 38                                                         |                               |
| 042              | 蜘蛛型           | -                    | -                         | -                    | 1                                                          |                               |
| 043              | 蝙蝠型           | -                    | -                         | 巨大化形態           | 28                                                         |                               |
| 044              | 蜘蛛型           | -                    | -                         | 死神                 | 20                                                         |                               |
| 045              | 蜘蛛型           | -                    | -                         | 死神                 | 38                                                         |                               |
| 046              | 蜘蛛型           | （原名不詳）         | -                         | -                    | 16                                                         |                               |
| 047              | 蜘蛛型           | （原名不詳）         | -                         | -                    | 36                                                         |                               |
| 048              | 蝙蝠型           | （原名不詳）         | -                         | -                    | 36                                                         |                               |
| 049              | 眼鏡蛇型         | （原名不詳）         | -                         | -                    | 36                                                         |                               |
| 050              | 蜘蛛型           | -                    | 西堀令子                  | 探索惡路程式         | 28                                                         |                               |
| 051              | 蝙蝠型           | （原名不詳）         | -                         | -                    | 《Drive SAGA 假面騎士Chaser》                              | 《Drive SAGA 假面騎士Chaser》 |
| 051              | 蝙蝠型           | 三輪利雄             | -                         | -                    | 《Drive SAGA 假面騎士Chaser》                              | 《Drive SAGA 假面騎士Chaser》 |
| 052              | 眼鏡蛇型         | -                    | -                         | -                    | 41                                                         |                               |
| 053              | 蝙蝠型           | -                    | -                         | -                    | 41                                                         |                               |
| 054              | 蜘蛛型           | -                    | -                         | 死神                 | 22                                                         |                               |
| 055              | 眼鏡蛇型         | -                    | -                         | -                    | 43 / 最終話                                                |                               |
| 056              | 蜘蛛型           | -                    | -                         | -                    | 41                                                         |                               |
| 057              | 眼鏡蛇型         | -                    | -                         | 肥大蕃息之術巨大化   | 《手里剑战队忍忍者VS假面騎士Drive 春假合體1小時特別篇》    |                               |
| 058              | 蝙蝠型           | -                    | -                         | -                    | 41                                                         |                               |
| 059              | 蝙蝠型           | -                    | -                         | 死神                 | 45                                                         |                               |
| 060              | 蜘蛛型           | （原名不詳）         | -                         | -                    | 5                                                          |                               |
| 061              | 蝙蝠型           | -                    | -                         | -                    | 《假面騎士×假面騎士 Drive & 鎧武 MOVIE大戰 Full Throttle》 |                               |
| 062              | 眼鏡蛇型         | （原名不詳）         | -                         | -                    | 37                                                         |                               |
| 063              | 眼鏡蛇型         | -                    | -                         | -                    | 41                                                         |                               |
| 064              | 蜘蛛型           | -                    | -                         | -                    | 17                                                         |                               |
| 065              | 眼鏡蛇型         | 橘真伍               | -                         | 制裁惡路程式         | 19                                                         |                               |
| 066              | 蝙蝠型           | -                    | -                         | -                    | 43                                                         |                               |
| 067              | 眼鏡蛇型         | -                    | 根岸逸郎                  | 開啟惡路程式         | 30                                                         |                               |
| 068              | 蝙蝠型           | （原名不詳）         | -                         | -                    | 37                                                         |                               |
| 069              | 蝙蝠型           | 坂木光一             | -                         | 巨大化形態           | 14                                                         |                               |
| 070              | 眼鏡蛇型         | -                    | -                         | 死神                 | 45                                                         |                               |
| 071              | 蝙蝠型           | -                    | -                         | -                    | 2                                                          |                               |
| 072              | 蝙蝠型           | 西城究               | -                         | -                    | 20                                                         |                               |
| 073              | 眼鏡蛇型         | -                    | -                         | -                    | 44                                                         |                               |
| 074              | 眼鏡蛇型         | （原名不詳）         | -                         | 巨大化形態           | 6                                                          |                               |
| 075              | 眼鏡蛇型         | -                    | -                         | 死神                 | 45                                                         |                               |
| 076              | 蝙蝠型           | -                    | -                         | -                    | 《手里剑战队忍忍者VS假面騎士Drive 春假合體1小時特別篇》    |                               |
| 077              | 蝙蝠型           | 三輪利雄             | -                         | 野獸摻雜體           | 《Drive SAGA 假面騎士Chaser》                              |                               |
| 078              | 蜘蛛型           | -                    | -                         | -                    | 27                                                         |                               |
| 079              | 蜘蛛型           | -                    | -                         | -                    | 41                                                         |                               |
| 080              | 蝙蝠型           | -                    | -                         | 死神                 | 43                                                         |                               |
| 081              | 蜘蛛型           | -                    | -                         | 死神                 | 46                                                         |                               |
| 082              | 眼鏡蛇型         | -                    | -                         | -                    | 27                                                         |                               |
| 083              | 蝙蝠型           | -                    | -                         | 死神                 | 44                                                         |                               |
| 084              | 蜘蛛型           | 富士宮肇（原名不詳） | -                         | -                    | 2                                                          |                               |
| 085              | 眼鏡蛇型         | （原名不詳）         | -                         | -                    | 16                                                         |                               |
| 086              | 眼鏡蛇型         | -                    | -                         | -                    | 37                                                         |                               |
| 087              | 蝙蝠型           | -                    | -                         | 巨大化形態           | 28                                                         |                               |
| 088              | 蝙蝠型           | -                    | -                         | -                    | 1                                                          |                               |
| 089              | 蜘蛛型           | D博士                | 妖怪震震                  | 修卡震震             | 《手里剑战队忍忍者VS假面騎士Drive 春假合體1小時特別篇》    |                               |
| 090              | 眼鏡蛇型         | 增川美穗             | 奧村松太郎                | 烹飪惡路程式         | 38                                                         |                               |
| 091              | 蝙蝠型           | 茂木拓郎             | -                         | 發射惡路程式         | 24                                                         |                               |
| 092              | 蝙蝠型           | （原名不詳）         | -                         | 死神                 | 31                                                         |                               |
| 093              | 蜘蛛型           | -                    | -                         | -                    | 2                                                          |                               |
| 094              | 眼鏡蛇型         | -                    | -                         | 死神                 | 20                                                         |                               |
| 095              | 蝙蝠型           | -                    | -                         | -                    | 17                                                         |                               |
| 096              | 蝙蝠型           | 七尾莉拉             | -                         | 半進化               | 15                                                         |                               |
| 097              | 蜘蛛型           | -                    | -                         | -                    | 44                                                         |                               |
| 098              | 蝙蝠型           | -                    | -                         | -                    | 39                                                         |                               |
| 099              | 蜘蛛型           | 羽佐間翔子           | -                         | 天使惡路程式         | 《Drive SAGA 假面騎士Chaser》                              |                               |
| 099              | 蜘蛛型           | 羽佐間翔子           | -                         | 天使惡路程式超進化態 | 《Drive SAGA 假面騎士Chaser》                              |                               |
| 100              | 眼鏡蛇型         | -                    | -                         | 死神                 | 《祕密任務 type LUPIN》                                    |                               |
| 101              | 蝙蝠型           | -                    | -                         | 死神                 | 46                                                         |                               |
| 102              | 蜘蛛型           | -                    | -                         | -                    | 《超級英雄大戰GP 假面騎士3號》                             |                               |
| 103              | 蝙蝠型           | （原名不詳）         | -                         | -                    | 9                                                          |                               |
| 104              | 蝙蝠型           | -                    | -                         | 死神                 | 21                                                         |                               |
| 105              | 眼鏡蛇型         | -                    | -                         | 死神                 | 46                                                         |                               |
| 106              | 蝙蝠型           | -                    | 仁良光秀                  | 盜賊惡路程式         | 34                                                         |                               |
| 107              | 蝙蝠型           | -                    | -                         | -                    | 44                                                         |                               |
| 108              | 蜘蛛型           | 泊英志               | 惡路程式108（2015年現代） | 悖論惡路程式         | 《劇場版 假面騎士Drive Surprise Future》                   |                               |
| 108              | 蜘蛛型           | 泊英志               | -                         | 假面騎士Dark Drive   | 《劇場版 假面騎士Drive Surprise Future》                   |                               |

久瑠間駕駛執照考場
原文：
特狀課與「Drive Pit」所在的主要集中地點。
Drive Pit
原文：
建設於久瑠間駕駛執照考場地庫的高科技秘密基地。
泊進之介、詩島霧子和「腰帶先生」等特狀課成員的另一專屬大本營，作為跑車賽特朗的車庫、調查案件或科技開發之用。
在特防中心被佔據的事件當中，遭到Gord Drive所派遣的惡路程式突襲而受到破壞。
特殊狀況下防衛中心
原文：
為抵禦如惡路程式這類型的警戒級別罪案而成立的設施，簡稱特防中心。
曾一度被真影壯一下達禁令而暫停成立，在其被消滅後才能夠正式運作。
現時可說成為了特狀課的另一據點。
其後被Gord Drive突襲佔據，選中作為裝置「Sigma Circular」的地點以發動第二次「Global Freeze」。

## 用語
重加速
原文：
社會上由惡路程式在背後所引發怪異現象的命名，一般市民稱之為「鈍拙（どんより）」。
此怪異現象的特點是周圍事物的流動變得緩慢，身體受到窒礙而不能同步跟隨著意識活動。
不過據「腰帶先生」的說法「假面騎士」（Drive、Mach)，本身的動力源和惡路程式同出一轍，因此也具有引發「重加速」的潛在風險，其中Mach更是曾在第13話自力引發重加速現象。
移速戰車
原文： / Shift Car
假面騎士Drive的專用小車型道具，協助戰鬥和轉換型態用，亦具有對惡路程式造成傷害的能力。
主要分為變身和輪胎交換兩種類別，前者用作轉換軀體主幹的形態，及可作為「腰帶先生」意識的分體方便在Drive驅動器以外的範圍活動；後者則用作轉換具有特定能力的輪胎武裝。
每輛車都具有自我意識和個性，就如同人類一樣有着感情，當非使用於Drive驅動器的狀態時，亦可發動自身能力作出合適的支援工作。
同時具有抵抗「重加速」的能力，普通人只要攜帶任一台車在身上就可在此現象中正常活動。
平時被當作進之介的迷你玩具車，有時也會放置於特狀課的搜查室中，甚至是結隊帶著無法自力活動的腰帶先生支援進之介或四處行動。
（有關移速戰車的種類，請參閱「移速戰車（Shift Car）」一欄）
信號摩托
原文： / Signal Bike
假面騎士Mach的專用道具，特性與Drive的移速戰車雷同。同樣分為變身和信號交換用，同樣都具有抵抗「重加速」的能力。
（有關信號摩托的種類，請參閱「信號摩托（Signal Bike）」一欄）
病毒核心
原文： / Viral Core
惡路程式專用，與移速戰車相似的道具。
當惡路程式身體被破壞而處於核心狀態時，可利用病毒核心重新構造身體；當擁有身體的狀態下再次使用時則會異變成巨大化。
而魔進追跡者專用的病毒核心外表呈銀色，用作於戰鬥時裝備及轉換特定的武器。
另外外表呈紅色的新種病毒核心，主要作為惡路程式與人類融合的媒介藉以獲得進化。
（有關病毒核心的種類，請參閱「病毒核心（Viral Core）」一欄）
惡路程式（Roidmude）
原文：
本作登場的怪人。「Roidmude」為智能程式「Android」（アンドロイド） 和異變體「Mutant」（ミュータント） 的日式合併字。
十五年前由科學家蠻野天十郎及克里姆‧施丹伯特二人共同開發的機械作業系統，能夠成長及進化的人工生命體。
主要分為眼鏡蛇型、蜘蛛型及蝙蝠型三種類，特徵是胸口有著不同識別編號，001至009為幹部級別，總數為108具於《劇場版 假面騎士Drive Surprise Future》中得知惡路程式108則作為全惡路程式中的失敗作品之一而一度被封印於工場設施內，直至2035年後卻自行甦醒。
即使身體受到巨大傷害而被消滅，其後仍然會化作數字狀能量體的核心形態存活下來，若核心同樣被消滅時該名惡路程式才算上正式死亡；核心仍然未受到破壞時，亦可利用病毒核心令牠們身體得到重生的機會。
對成為人類有著強烈的憧憬，瞄準著世界一齊起義。但經過「Global Freeze」一役大部分惡路程式身體受到破壞後，核心處於網絡內作為「光」一般正在四散著。現在剩下一部分的領導人們，嘗試讓惡路程式再次復活為將來的日子備戰。
另一方面有部分從網絡中復活後，打算單獨潛伏社會內學習人類思想及擬態外型後獲得異能進化；當中甚至與人類共同合謀達成某項目的，其後接收對方負面情緒後從而進化；亦有部分借助新種病毒核心與人類融合後得到進化，進化後和其他以往的分別是有著全身顏色通紅的特徵。
但亦有個別因行事過火甚至達至犯罪的階段，而引致市井之人出現各種各樣的奇怪事件，領導人們為免暴露行蹤而將這類害群之馬處決後，並保留核心納回在網絡內等待重置形體；但有部份即使接受過重置也會有重蹈覆轍的情況，所以會被視為不良品而將它們連同核心完全消滅。
實則開始並非存心與人類為敵，但蠻野對部分惡路程式作出非人道的實驗及植入邪惡意識後，仇恨驅使著Heart帶領惡路程式將蠻野及克里姆二人殺害，亦正因如此為報復人類而觸發了第一次「Global Freeze」。
當從人類所學習特定的情緒達至極限時，即使本身已經進化，亦能夠再進一步推至「超進化態」的更高層次境界。「超進化態」有著全身變化成金色的特徵，以及力量方面會有幾何級數的提升。
現時首要目標需要擁有四名「超進化態」惡路程式去達成「約定之數」，從而向世界發動第二次「Global Freeze」。
Global Freeze
原文：
中文可解讀為「全球凍結日」。
故事起源的一個晚上，即2014年4月8日全世界因惡路程式一同集體作亂，而導致人們受到「鈍拙」的影響之下身受其害。
此時卻暗地裏出現了謎一般的戰士，帶領移速戰車隻身向惡路程式作出抵抗，後期雖然成功將一眾惡路程式撃退，但同時亦敗陣並成為敵方的俘虜。
而這神秘的戰士正是Drive的原型 － Protodrive，經此一役過後惡路程式將宿敵冠名為假面騎士。
Sigma Circular
原文：
Gord Drive（蠻野天十郎）為發動第二次「Global Freeze」，命令由惡路程式004所擬態的克里姆‧施丹伯特著手開發的球體機械裝置。
利用所注入的四名「超進化態」惡路程式重力引擎能量作為動力源，加上融合特防中心的大廈能源後能夠像有機物般可成長增生，及擁有人工智能意識啟動防衛系統。
若然能完全成長則會發動強度比平常高出4-5倍，力量足以覆蓋整個地球甚至會達至時間靜止的「重加速」，然後將全人類數據化並加以支配。

## 本作登場假面騎士

### 假面騎士Drive
變身者：泊進之介 / Heart （替身演員：高岩成二、CV：竹內涼真 / Chris Peppler / 蕨野友也）
原文： / Kamen Rider Drive

#### 變身模式
| 型態名稱                                 | 簡介 | 外觀 | 能力 | 必殺技 |                                                                                            |
| type Speed 速度型號                      | 原文： 劇中的主要形態，利用「Shift Speed」移速戰車變身的形態 身高：199cm 體重：102kg 拳擊力：6t 踢擊力：10.4t 跳躍力：32m 行動速度：100m / 5.7秒（通常時）/ 1.8秒（加速時）      | 全身以紅色、黑色及白色為主，轮胎部位斜向设置于胸部，外表設定概念為跑車                                                         | 高速的運動能力形態，輪胎轉動時能提升極致的速度                                                                                       | SpeeDrop 原文： 所屬的的騎士踢。移速手鐲按下按鈕「Igniter」並推下手柄後發動。賽特朗極速向目標與自身的圓周範圍外奔驰而形成圍牆，借助圍牆使出物理的碰撞反彈力向目標送上無數的飛踢，或直接向目标送上最大力量的飞踢。 Turbo Smash 原文： 所屬的的騎士拳。移速手鐲推下手柄三次後發動，提升自身移動速度向目標連續施展猛烈拳擊。 All Tire Attack 从其他形态切换回type Speed形態后移速手鐲推下手柄一次後發動，向目標發射出多個不同的輪胎攻擊。                                           |                                                                                            |
| type Wild 狂野型號                       | 原文： 利用「Shift Wild」移速戰車變身的形態 身高：197cm 體重：123kg 拳擊力：8.1t 踢擊力：14.1t 跳躍力：21m 行動速度：100m / 7.2秒                                                | 全身以黑色、銀色及藍色為主，輪胎部位設置於右肩上，外表設定概念為越野車                                                         | 力量方面強化的形態，輪胎部位可以當作護盾，有利擅用衝撞的戰鬥方法                                                                     | WilDrop 原文： type Wild形態時所屬的的騎士踢。 Pile Break 原文： type Wild形態時所屬的的騎士拳。 Over Wild 原文： 移速手鐲推下手柄一次後發動，利用右肩上的大型轮胎向目标做出强力的冲撞攻击。 |                                                                                            |
| type Technic 技術型號                    | 原文： 利用「Shift Technic」移速戰車變身的形態 身高：203cm 體重：110kg 拳擊力：7.2t 踢擊力：11.2t 跳躍力：26.1m 跑力：100m / 7.4秒                                               | 全身以绿色、黑色及银色为主，轮胎部位橫向水平设置于胸部，外表设定概念为工程车                                                   | 具有高性能機械精密作業系統的形態，戰鬥可以同時兼顧電子拆解及分析                                                                     | TechniDrop 原文： type Technic形態時所屬的的騎士踢。 |                                                                                            |
| type Dead Heat 白熱型號                  | 原文： 利用「Shift Dead Heat」移速戰車變身的形態 身高：200cm 體重：107.1kg 拳擊力：15.3t 踢擊力：23.7t 跳躍力：36.5m 行動速度：100m / 3.2秒                                      | 全身以紅色、白色、黑色及藍色為主，輪胎部位斜向设置于胸部，及增添轮胎設置於右肩                                                 | 結合假面騎士Mach的性能而進化的形態 专为对付心脏恶路程式而开发的形态，一旦使用時間到達臨界點，就會產生熱失控的現象                    | Dead Heat Drop 原文： 所屬的的騎士踢。移速手鐲按下按鈕「Igniter」后发动，全身产生高热能量向目标送上致命飞踢。 |                                                                                            |
| type Formula 方程式型號                  | 原文： 利用「Shift Formula」移速戰車變身的形態 身高：202cm 體重：111.1kg 拳擊力：16t 踢擊力：29.4t 跳躍力：49.3m 行動速度：100m / 0.21秒（通常时）/ 0.12秒（加速时）             | 全身以藍色、白色、黑色及黃色為主，輪胎部位設置於雙手手腕上，外表設定概念為方程式賽車，全身印有各種輪胎交換用移速戰車名字的標籤 | 通過極速移動來引進力量的形態 能夠在比一般「重加速」更強的「超重加速」之下仍然活動自如，但極速的能力會對變身者造成與F1車手一樣的負擔  | Formula Drop 原文： type Formula形態時所屬的的騎士踢。移速手鐲按下按鈕「Igniter」並推下手柄後發動。利用超高速移动向敌人释出最大力量的飞踢。 Trailer Impact 原文： 拖車砲插槽「Shift Landing Slot」及坑槽「Shutter Gate Panel」分別裝下移速戰車後發動，混合該移速戰車的屬性後發出強力炮撃。 |                                                                                            |
| type Tridoron 賽特朗型號                 | 原文： 利用「Shift Tridoron」移速戰車變身的形態 身高：198.5cm 體重：108kg 拳擊力：18t 踢擊力：31t 跳躍力：47m 行動速度：100m / 0.643秒                                           | 全身以红色、黑色及白色为主，轮胎部位竖向设置于左方肩臂部位，外表设定概念为跑车赛特朗                                           | 與座駕賽特朗合體後的最強形態 能夠將三種移速戰車的屬性同時使用以作輪胎混合 除變身者作主導之外，「腰帶先生」亦可轉換意識至軀體代替戰鬥 | Trailer Big Impact 原文： 拖車砲插槽「Shift Landing Slot」裝下移速戰車的状态下，再将「Shift Tridoron」移速战车装入坑槽「Shutter Gate Panel」後發動，射出集合所有移速戰車屬性的能量炮擊。 Speed Drop．type Tridoron 原文： 所屬的的骑士踢。移速手鐲按下按鈕「Igniter」並推下手掣後發動，向敵人作出最大力量輸出的飛踢。 或先按下「Shift Tridoron」移速戰車一側轉換形態用的按鈕七次，再推下移速手鐲手掣三次並按下該移速戰車另一側的按鈕後發動，以集合所有移速戰車力量作出必殺飛踢。 |                                                                                            |
| type High Speed 高速型號                 | 原文： 利用「Shift High Speed」移速戰車變身的形態 身高：199cm 體重：102kg 拳擊力：6t+1g 踢擊力：10.4t+2g 跳躍力：32m+3mm 行動速度：100m / 5.6999995秒（通常時）/ 1.8秒（加速時） | 全身以銀色和黑色為主，外表與type Speed相似，輪胎部位為棕黄色                                                                   | 於《假面騎士Drive 秘密任務 type HIGH SPEED！正版的力量！高速型號誕生！》特別篇DVD中登場                                              | High SpeeDrop 原文： 所屬的的騎士踢。 |                                                                                            |
| type Fruits 水果型號                     | 更多 ： 假面騎士×假面騎士 Drive & 鎧武 MOVIE大戰 Full Throttle § 本作限定登場假面騎士/形態                                                                                       | 更多 ： 假面騎士×假面騎士 Drive & 鎧武 MOVIE大戰 Full Throttle § 本作限定登場假面騎士/形態                                     | 更多 ： 假面騎士×假面騎士 Drive & 鎧武 MOVIE大戰 Full Throttle § 本作限定登場假面騎士/形態                                           | 更多 ： 假面騎士×假面騎士 Drive & 鎧武 MOVIE大戰 Full Throttle § 本作限定登場假面騎士/形態 | 更多 ： 假面騎士×假面騎士 Drive & 鎧武 MOVIE大戰 Full Throttle § 本作限定登場假面騎士/形態 |
| type Special 特殊型號                    | 更多 ： 劇場版 假面騎士Drive Surprise Future § 本作限定登場假面騎士/形態 | 更多 ： 劇場版 假面騎士Drive Surprise Future § 本作限定登場假面騎士/形態                                                       | 更多 ： 劇場版 假面騎士Drive Surprise Future § 本作限定登場假面騎士/形態                                                             | 更多 ： 劇場版 假面騎士Drive Surprise Future § 本作限定登場假面騎士/形態 | 更多 ： 劇場版 假面騎士Drive Surprise Future § 本作限定登場假面騎士/形態                   |
| type Speed Wild Technic 速度狂野技術型號 | 更多 ： Drive SAGA § 假面騎士Heart | 更多 ： Drive SAGA § 假面騎士Heart                                                                                             | 更多 ： Drive SAGA § 假面騎士Heart                                                                                                   | 更多 ： Drive SAGA § 假面騎士Heart | 更多 ： Drive SAGA § 假面騎士Heart                                                         |

#### 輪胎交換
| 型態名稱                                           | 簡介 | 外觀                                                                        | 能力 | 必殺技 |
| type Speed Flare 速度火力型號                      | 原文： type Speed狀態下搭配「Max Flare（極限烈焰）」移速戰車作輪胎交換的形態 身高：199cm 體重：103.8kg 拳擊力：6.1t 踢擊力：10.6t 跳躍力：31.9m 行動速度：100m / 5.8秒           | type Speed形態為主，輪胎部位為橙紅色和形狀猶如太陽                          | 原有能力兼帶攻擊附有高熱火焰的效果 | Flare Stream 原文： 移速手鐲推下手柄三次後發動，向目標放出強力的火焰龍捲風；當按下按钮「Igniter」并推下手柄后发动時，身上的轮胎高速回转并向目标发射强力的火焰弹。                                                                |
| type Speed Spike 速度衝刺型號                      | 原文： type Speed狀態下搭配「Funky Spike（鬼馬尖刺）」移速戰車作輪胎交換的形態 身高：199cm 體重：105kg 拳擊力：6.2t 踢擊力：10.7t 跳躍力：31.8m 行動速度：100m / 5.9秒           | Type Speed形態為主，輪胎部位為青色和帶有尖刺                                | 原有能力兼輪胎部位具殺傷力尖刺裝甲，輪胎高速轉動時可進行近距傷敵，遠距時可向目標發射出尖刺                                                                            | Spike Tornado 原文： 移速手鐲推下手柄三次後發動，利用裝備身上正在回轉的尖刺輪胎近身向目標作出傷害。 |
| type Speed Shadow 速度暗影型號                     | 原文： type Speed狀態下搭配「Midnight Shadow（午夜魅影）」移速戰車作輪胎交換的形態 身高：199cm 體重：103kg 拳擊力：6t 踢擊力：10.4t 跳躍力：33m 行動速度：100m / 5.6秒           | type Speed形態為主，輪胎部位為紫色和形狀猶如手裡劍                          | 原有能力兼具忍者一樣變幻自在的戰鬥技巧，可作分身、隱身或向目標投放手裡劍光束                                                                                          | Shadow Syuriken 原文： 移速手鐲推下手柄一或三次後發動，遠距離向目標放出光束手裡劍。 |
| type Speed Hunter 速度獵人型號                     | 原文： type Speed狀態下搭配「Justice Hunter」移速戰車作輪胎交換的形態 身高：199cm 體重：110kg 拳擊力：6.5t 踢擊力：11.2t 跳躍力：31.4m 行動速度：100m / 6.2秒                    | type Speed形態為主，輪胎部位為紅色及銀色                                    | 原有能力兼附帶武器Justice Cage，像便攜式監獄一樣變化成籠子捕捉並囚禁敵人                                                                                              | Justice Smash 原文： 移速手鐲按下按鈕「Igniter」並推下手柄後發動。借助多重彈射的衝力向Justice Cage內所捕捉的目標施下全力一擊。 Justice Arrest 移速手鐲推下手柄三次後發動，Justice Cage化成圓型的籠子並囚禁目標。                 |
| type Speed Vegas 速度維加斯型號                    | 原文： type Speed狀態下搭配「Dream Vegas」移速戰車作輪胎交換的形態 身高：199cm 體重：108kg 拳擊力：6.4t 踢擊力：10.8t 跳躍力：31.5m 行動速度：100m / 6秒                         | type Speed形態為主，輪胎部位為金色及白色，和外表猶如老虎機及金幣的混合      | 原有能力兼附帶兩個金幣狀圓盾形武器Drum Shield以作攻守戰鬥，和身上輪胎部位與Drum Shield三體可合併成為老虎機，以作機率方式（實則是與Drive的配合度）抽籤決定必殺技的威力 | Million Attack 原文： 移速手鐲按下按鈕「Igniter」並推下手柄後發動。輪胎部位與Drum Shield三者合併成為老虎機後，向目標發射大量錢幣的攻擊。但需要靠著變身者及移速戰車兩者當日的狀態質素，決定機率的大小以轉盤式抽籤發動此招的威力。 |
| type Speed Mixer 速度混凝型號                      | 原文： type Speed狀態下搭配「Spin Mixer」移速戰車作輪胎交換的形態 身高：199cm 體重：109kg 拳擊力：6.3t 踢擊力：11t 跳躍力：30.8m 行動速度：100m / 6.3秒                          | type Speed形態為主，輪胎部位為灰色                                          | 原有能力兼帶向目標發射出混凝土彈牽制目標 | Cannon Cleat 原文： 移速手鐲按下按鈕「Igniter」並推下手柄後發動。輪胎部位向目標發射出混凝土彈以牽制目標。 |
| type Speed Monster 速度怪物型號                    | 原文： type Speed狀態下搭配「Massive Monster」移速戰車作輪胎交換的形態 身高：199cm 體重：107kg 拳擊力：6.6t 踢擊力：11.2t 跳躍力：31.5m 行動速度：100m / 6.1秒                   | type Speed形態為主，輪胎部位為紫色及上面有怪物图案的花纹                    | 原有能力兼附帶兩個圓盤形武器Monster以作近戰敲打及咬合的戰鬥方式 | Mons Crunch 原文： 移速手鐲按下按鈕「Igniter」並推下手柄後發動。輪胎上怪物圖案的口部吐出舌頭捆綁目標後，再用全力以武器Monster向其叩合。 Mons Lick 移速手鐲推下手柄一次後發動，輪胎上怪物圖案的口部吐出舌頭攻擊目標。             |
| type Speed Cab 速度計程型號                        | 原文： type Speed狀態下搭配「Dimension Cab」移速戰車作輪胎交換的形態 身高：199cm 體重：103kg 拳擊力：6t 踢擊力：10.4t 跳躍力：31.9m 行動速度：100m / 5.8秒                       | type Speed形態為主，輪胎部位為黃色及黑色                                    | 原有能力兼帶處於輪胎部位上半身的位置可作空間移動並与本體分離，以作向目標進行突擊                                                                                      | Dimension Branch 原文： 輪胎上半部與本體分離，作出空間移動向目標進行突擊，及可用作穿越牆壁。 |
| type Speed Doctor 速度醫生型號                     | 原文： type Speed狀態下搭配「Mad Doctor」移速戰車作輪胎交換的形態 身高：199cm 體重：106.5kg 拳擊力：5.6t 踢擊力：9.8t 跳躍力：31.1m 行動速度：100m / 6.3秒                       | type Speed形態為主，輪胎部位為白色、藍色及紅色                              | 原有能力兼帶有特殊的醫療儀器Cure Quicker以作緊急治療之用 | Doctor Cure 移速手鐲按下按鈕「Igniter」並推下手柄後發動，醫療儀器Cure Quicker使用具有緊急性治療兼解毒的能力。 |
| 越野型號                                           | |                                                                             | | |
| type Wild Dump 越野傾卸型號                        | 原文： type Wild狀態下搭配「Rumble Dump」移速戰車作輪胎交換的形態 身高：197cm 體重：146.1kg 拳擊力：10.9t 踢擊力：19.4t 跳躍力：13.1m 行動速度：100m / 10.6秒                    | type Wild形態為主，輪胎部位為黃色，附带有鑽頭                               | 原有能力兼附帶大型鑽頭Rumble Smasher，可拆卸並安裝在手上，用作挖掘及貫穿敵人                                                                                          | Drill Rumble 原文： 移速手鐲按下按鈕「Igniter」並推下手柄後發動。以大型鑽頭Rumble Smasher施下最大轉速的鑽鑿攻撃。 |
| type Wild Wrecker 越野懸吊型號                     | 原文： type Wild狀態下搭配「Hooking Wrecker」移速戰車作輪胎交換的形態 身高：197cm 體重：139.4kg 拳擊力：10.1t 踢擊力：18.6t 跳躍力：13.7m 行動速度：100m / 9.9秒                 | type Wild形態為主，輪胎部位為綠色，中間帶有掛鉤                             | 原有能力兼帶有滾筒式驅動絞盤的勾子Capture Hook，可勾著纏繞物體及牽制敵人之用                                                                                          | |
| type Wild Doctor 越野醫生型號                      | 原文： type Wild狀態下搭配「Mad Doctor」移速戰車作輪胎交換的形態 身高：197cm 體重：122.5kg 拳擊力：7.6t 踢擊力：14.3t 跳躍力：20.4m 行動速度：100m / 8秒                         | type Wild形態為主，輪胎部位為白色、藍色及紅色                               | 原有能力兼帶有特殊的醫療儀器Cure Quicker，以作緊急治療之用 | |
| 技術型號                                           | |                                                                             | | |
| type Technic Braver 技術勇者型號                   | 原文： type Technic狀態下搭配「Fire Braver」移速戰車作輪胎交換形態 身高：203cm 體重：140.7kg 拳擊力：9.2t 踢擊力：14.8t 跳躍力：16.6m 跑力：100m / 10.6秒                        | type Technic形態為主，輪胎部位為紅色及銀色                                  | 原有能力兼帶動力臂Ladder Expander，可作取物及遠程攻擊敵人 | Rescue Down 原文： 移速手鐲推下手柄三次後發動，發動機械臂Ladder Expander 快速地提舉指定物體；當按下按钮「Igniter」并推下手柄发动時，機械臂Ladder Expander 提舉目标同時再施下強烈的力壓一击。                                     |
| type Technic Gravity 技術重力型號                  | 原文： type Technic狀態下搭配「Rolling Gravity」移速戰車作輪胎交換形態 身高：203cm 體重：153kg 拳擊力：9.5t 踢擊力：15.5t 跳躍力：15.3m 跑力：100m / 11.2秒                      | type Technic形態為主，輪胎部位為黃色及灰黑色                                | 原有能力兼帶大型砝碼10t Omori，砝碼落在目標範圍內可製造出具有十噸重力的力場                                                                                           | Impact 10 原文： 向目標附近放下大型砝碼10t Omori，在砝碼的一定範圍內製造出達十噸重力的力場。 |
| type Technic Winter 技術寒冬型號                   | 原文： type Technic狀態下搭配「Road Winter」移速戰車作輪胎交換的形態 身高：203cm 體重：146.9kg 拳擊力：9.1t 踢擊力：15.3t 跳躍力：15.6m 跑力：100m / 11秒                        | type Technic形態為主，輪胎部位為淺藍色                                      | 原有能力兼帶圓蓋形裝置Front Streamer，具吹出低溫氣體的能力凍結目標 | Winter Blizzard 移速手鐲推下手掣三次後發動，圓蓋型製冷裝置Front Streamer吹出低溫冷氣凍結目標。 |
| 白熱型號                                           | |                                                                             | | |
| type Dead Heat Flare 白熱火力型號                  | 原文： type Dead Heat狀態下搭配「Max Flare」移速戰車作輪胎交換的形態 身高：200cm 體重：108.9kg 拳擊力：15.6t 踢擊力：24.2t 跳躍力：36.4m 行動速度：100m / 3.3秒                  | type Dead Heat形態為主，輪胎部位為橙紅色，及形狀猶如太阳                    | 原有能力兼帶攻擊附有高熱火焰的效果 | Dead Heat Drop 原文： 移速手鐲按下按鈕「Igniter」后发动，全身产生高热能量及火焰向目标送上致命飞踢。 |
| 方程式型號                                         | |                                                                             | | |
| type Formula Mantarn 方程式满缸型號                | 原文： type Formula狀態下搭配「Mantarn F01」移速戰車作輪胎交換的形態 身高：202cm 體重：113.4kg 拳擊力：15.9t 踢擊力：30t 跳躍力：46.6m 行動速度：100m / 0.24秒                   | type Formula形態為主，双手輪胎部位為橙紅色                                  | 原有能力兼帶外置能源充填的形態，從而可補充體力及攻擊的輸出作更大的推進力                                                                                              | Mantarn Boost 移速手鐲推下手掣三次後發動，在得到外置能源補給後力量充盈之下作最大的性能輸出。 |
| type Formula Jacky 方程式起重型號                  | 原文： type Formula狀態下搭配「Jacky F02」移速戰車作輪胎交換的形態 身高：202cm 體重：114.9kg 拳擊力：16.4t 踢擊力：31.5t 跳躍力：44.3m 行動速度：100m / 0.288秒                  | type Formula形態為主，右手輪胎部位為绿色                                    | 原有能力兼帶千斤頂形的裝備Jacky Riser，除了使用作架高重物外，亦可當作小型護盾或伸縮時用作突擊目標                                                                     | Jacky Lift 移速手鐲推下手掣三次後發動，千斤頂形裝備Jacky Riser伸縮性彈射向目標作突擊。 |
| type Formula Sparner 方程式扳手型號                | 原文： type Formula狀態下搭配「Sparner F03」移速戰車作輪胎交換的形態 身高：202cm 體重：113.6kg 拳擊力：17.1t 踢擊力：31t 跳躍力：45.2m 行動速度：100m / 0.25秒                   | type Formula形態為主，右手輪胎部位為金黄色                                  | 原有能力兼帶扳手型裝備Grasper Crow，猶如利爪般作近戰使用 | Sparner Rotation 移速手鐲推下手掣一次後發動，扳手型武器Grasper Crow高速地迴轉以增加殺傷力。 |
| 賽特朗型號                                         | |                                                                             | | |
| type Tridoron Attack 1．2．3 賽特朗1．2．3攻擊型號 | 原文： 「Max Flare」、「Funky Spike」及「Midnight Shadow」移速戰車的屬性作輪胎混合的形態 身高：198.5cm 體重：108kg 拳擊力：20t 踢擊力：35t 跳躍力：47m 行動速度：100m / 0.643秒  | type Tridoron形態為主，輪胎部位為橙色、綠色及紫色                           | 原有能力兼帶高熱火炎、發出光束手裏劍、尖刺攻擊以及分身等的能力，為戰鬥型的配搭 招式的綜合攻擊力與使用單體移速戰車時比較約高出10倍。                                   | |
| type Tridoron People Saver 賽特朗人民救護者型號    | 原文： 「Justice Hunter」、「Mad Doctor」及「Fire Braver」移速戰車的屬性作輪胎混合的形態 身高：198.5cm 體重：108kg 拳擊力：20t 踢擊力：35t 跳躍力：47m 行動速度：100m / 0.643秒  | type Tridoron形態為主，輪胎部位為白色及紅色                                 | 原有能力兼付帶道具Justice Cage和Cure Quicker，為救援型的配搭 | |
| type Tridoron Kouji Genbar 賽特朗工程現場型號      | 原文： 「Spin Mixer」、「Rumble Dump」及「Rolling Gravity」移速戰車的屬性作輪胎混合的形態 身高：198.5cm 體重：108kg 拳擊力：20t 踢擊力：35t 跳躍力：47m 行動速度：100m / 0.643秒 | type Tridoron形態為主，輪胎部位為黃色、黑色及白色                           | 原有能力兼付帶道具Rumble Smasher和10t Omori，為重力型的配搭 | |
| 高速型號                                           | |                                                                             | | |
| type High Speed Mega Flare 高速百万火力型號        | 原文： type High Speed狀態下搭配「Mega Max Flare」移速戰車所變身的形態 身高：199cm 體重：103.8kg 拳擊力：6.1t 踢擊力：10.6t 跳躍力：31.9m 行動速度：100m / 5.8秒                 | type High Speed形態為主，輪胎部位為紅色和金黄色，及形狀猶如火焰             | 於《假面騎士Drive 祕密任務 type HIGH SPEED！正版的力量！高速型號誕生！》特別篇DVD中登場                                                                               | |
| type High Speed Vegas 高速维加斯型號               | 原文： type High Speed狀態下搭配「Dream Vegas」移速戰車所變身的形態 身高：199cm 體重：108kg 拳擊力：6.4t 踢擊力：10.8t 跳躍力：31.5m 行動速度：100m / 6秒                        | type High Speed形態為主，轮胎部位为金色及白色，和外表犹如老虎机及金币的混合 | 於《假面騎士Drive 祕密任務 type HIGH SPEED！正版的力量！高速型號誕生！》特別篇DVD中登場                                                                               | |

#### 專屬武裝
【「▲▲」代表移速戰車、病毒核心及信號摩托的末字，例如「Shift Speed」會讀作「Speed」、「Max Flare」會讀作「Flare」、「Signal Mach」會讀作「Mach」等】
【「●●」代表輪胎交換用移速戰車全名，例如「Max Flare」、「Funky Spike」等】
- 方向盤劍

原文： / Handle Ken
長劍型武器。劍身由稱為「SO-1」的壓縮合金製成。
當轉動劍柄正中位置的小型方向盤「Turn Action Handle」並發出音效「Turn！」後，揮動同時劍身亦會因應轉動方向，連帶引力牽動使用者從而發動強力的回旋斬擊；當轉動「Turn Action Handle」至第三次時發出音效「U Turn！」過後，引力會連帶牽動至腳部位置，向目標附近位置發動飄移式孤度滑行從而發動更強烈的斬擊；「Turn Action Handle」正中位置帶有響按「Turn Ender」，當扭動「Turn Action Handle」後將之按下，發出音效「Drift Kaiten！（原文，漢字為「回轉」）」後則會發動連環式的回旋斬擊。
劍柄護手處裝有插槽「Shift Landing Panel」，用作插入移速戰車後發動附加指定屬性的必殺技。先扭動Drive驅動器的「Advanced Ignition」開關，再插入移速戰車並發出音效「Hissatsu！（原文，漢字為「必殺」）●●！Full Throttle！」後以作發動必殺技。
- 車門槍

原文： / Door Ju
手槍型武器。同樣由「SO-1」的壓縮合金製成。
當能量彈彈藥用光後，需要張開槍身左側的小型車門「SO- Door Panel Shield」後再合上，並發出「Charge！」的音效後以作充填彈藥。若「SO- Door Panel Shield」在張開的情況扣下扳機則會發出「Han Door！（半（はん）ドア！）」的音效以作無法使用的警示。除此以外，「SO- Door Panel Shield」亦具有製造出能量護盾的功能以作防禦之用。
「SO- Door Panel Shield」內部裝有插槽「Shift Landing Panel」，用作插入移速戰車後發動附加指定屬性的必殺技。先扭動Drive驅動器的「Advanced Ignition」開關，再插入移速戰車並發出音效「Hissatsu！（原文，漢字為「必殺」）●●！Full Throttle！」後以作發動必殺技。
- 拖車砲

原文： / Trailer Hou
type Formula專用槍炮型武器，type Tridoron同樣可使用。
平常的「拖車模式」之下，與移速戰車一樣擁有自我意識並猶如車輛般活動，及可携帶其他移速戰車並藏於車庫型容器內。車頭位置藏有能量砲以作連射掩護；另具備雷達裝置可通過人造衛星的導航，搜索最佳路線以能夠在最短時間內到達支援。
當拉下車頭位置後作槍炮手把和扳機之用而轉換成為「大砲模式」，槍口頂部裝有插槽「Shift Landing Slot」，插入移速戰車並發出音效「▲▲ Hou！（砲（ほう）！）」後發動附加指定屬性的射撃。
接近槍柄的頂部另具有坑槽「Shutter Gate Panel」，插槽「Shift Landing Slot」接著移速戰車的情況下，再放入兩輛移速戰車會發出音效「Hissatsu！（原文，漢字為「必殺」）Full Throttle！」並於槍身的顯示屏會亮起「FULL」的字樣，按下扳機並發出音效「Full Full ▲▲ Dai Hou（大砲（だいほう））！」後以作發動混合屬性的必殺技；若「Shift Landing Slot」接著「Shift Formula」以外的移速戰車時，按下扳機發動必殺技的音效會變成「Full Full ▲▲ Big Dai Hou（大砲（だいほう））！」。
在type Tridoron狀態下發動必殺技完畢後，則會自動轉換成「Shift Landing Slot」所插入的移速戰車的所屬形態。
- Justice Cage

原文：
使用「Justice Hunter」移速戰車後附帶的鐵板型武器。可化成籠子捕捉並發出電能制服目標。
- Drum Shield

原文：
使用「Dream Vegas」移速戰車後附帶的雙盾型武器。可吸收或反彈外來攻擊。
- Monster

原文：
使用「Massive Monster」移速戰車後附帶的雙圓盤型武器。
- Cure Quicker

原文：
使用「Mad Doctor」移速戰車後附帶的醫療用儀器。
- Rumble Smasher

原文：
使用「Rumble Dump」移速戰車後附帶的大型鑽頭型武器。
- Capture Hook

原文：
使用「Hooking Wrecker」移速戰車後附帶的滚筒式驱动绞盘的勾子，可勾取及纏綁物體後將之絞起。
- Ladder Expander

原文：
使用「Fire Braver」移速戰車後附帶的多關節夾型的動力臂，可作提舉重物及伸長攻擊目標。
- 10t Omori

原文：
使用「Rolling Gravity」移速戰車後附帶的大型砝碼型武器，用作錘擊目標及具有製造重力力場的能力。
- Front Streamer

原文：
使用「Road Winter」移速戰車後附帶的圓蓋形製冷裝置，吹出的低溫氣體能夠凍結目標。
- Jacky Riser

原文：
使用「Jacky F02」移速戰車後附帶的千斤頂形狀裝備，可作護手之用及伸縮彈射來攻擊目標。
- Grasper Crow

原文：
使用「Sparner F03」移速戰車後附帶的扳手形狀的尖爪武器，主要作近戰之用。

#### 共通系列必殺技
- Turn Slash

原文：
方向盤劍劍柄凹槽「Shift Landing Panel」插入移速戰車後發動，附加該移速戰車的屬性後再斬出致命一劍。
- Drift Slash

原文：
在扭動方向盤劍的「Turn Action Handle」，並按下其中央的響按「Turn Ender」後發動，向目標發動連環式的回旋斬擊。
- Perfect Shot

原文：
車門槍內部凹槽「Shift Landing Panel」插入移速戰車後發動，附加該移速戰車的屬性後再發出強力射撃。

### 假面騎士Mach
變身者：詩島剛（替身演員：渡邊淳、CV：稻葉友）
原文： / Kamen Rider Mach

#### 變身模式
| 型態名稱                | 簡介 | 外觀                                                                                 | 能力 | 必殺技 |                                              |
| 通常型態                | 劇中的主要形態，利用「Signal Mach」信號摩托變身的形態 身高：205.5cm 體重：96.6kg 拳擊力：9.7t 踢擊力：16.7t 跳躍力：40.3m 行動速度：100m / 2.4秒 | 全身以白色、紅色、黑色及藍色爲主，輪胎部位設置於右肩前方                             | 力量與速度兼備，性能上超越Drive的新型戰鬥形態，但對變身者的負荷相當之大，因此維持變身的時間也有所限制              | Kick Macher 原文： 所属的騎士踢。Mach驅動炎掀起匣子「Frame Winguard」並將「Signal Mach」信號摩托接上至插槽「Signal Landing Panel」內，再按下「Boost Igniter」及將之蓋上後發動。以多重翻騰的回旋力發出一記必殺飛踢。 Hit Macher 原文： 將信號摩托接入前轮射手柄部護手處插槽「Signal Landing Panel」后发动，扣下扳机并附加该属性向目标发出附加该属性的强力射击。或由Mach驅動炎掀起匣子「Frame Winguard」並將信號摩托或移速战车接上至插槽「Signal Landing Panel」內，按下「Boost Igniter」及將之蓋上後再扣下前轮射手扳机發動。 Beat Macher 原文： 將信號摩托接入前轮射手柄部護手處插槽「Signal Landing Panel」后发动，再转动「Zenrin Striker」向目标做出附加该属性的必杀打击。或由Mach驅動炎掀起匣子「Frame Winguard」並將信號摩托或移速战车接上至插槽「Signal Landing Panel」內，按下「Boost Igniter」及將之蓋上後再转动前轮射手「Zenrin Striker」發動。 Arabull Kick Macher 原文： Mach驅動炎掀起匣子「Frame Winguard」並將「Rumble Dump」移速戰車接上至插槽「Signal Landing Panel」內，再按下「Boost Igniter」及將之蓋上後發動，脚部接上「Rumble Smasher」向敌人做出贯穿性踢撃。 |                                              |
| Dead Heat Mach 爆熱馬赫 | 原文： 利用「Shift Dead Heat」移速戰車變身的形態 身高：200.5cm 體重：107.1kg 拳擊力：15.3t 踢擊力：23.7t 跳躍力：36.5m 行動速度：100m / 3.2秒    | 全身以白色、紅色、黑色及藍色為主，輪胎部位設置於右肩前方，及增添斜向設置於胸部的輪胎 | 結合假面騎士Drive的性能而進化的形態 專為對付心臟惡路程式而開發的形態，一旦使用時間到達臨界點，就會產生熱失控的現象 | Heat Kick Macher 原文： Dead Heat Mach形态时所属的騎士踢。Mach驅動炎掀起匣子「Frame Winguard」並將「Shift Dead Heat」移速戰車接上至插槽「Signal Landing Panel」內，再按下「Boost Igniter」及將之蓋上後發動，全身产生高热能量向目标做出致命飞踢。 Doctor Cure 掀起Mach驅動炎匣子「Frame Winguard」，並將「Mad Doctor」移速戰車接上至插槽「Signal Landing Panel」內，再按下「Boost Igniter」及將之蓋上後發動，醫療儀器Cure Quicker使用具有緊急性治療兼解毒的能力。 |                                              |
| Chaser Mach 追跡者馬赫  | 原文： 利用「Signal Chaser」信號摩托變身的形態 身高：205.5cm 體重：98.7kg 拳擊力：25.2t 踢擊力：30.5t 跳躍力：44.3m 行動速度：100m / 2秒         | 全身以白色、紅色、黑色、藍色、藍銀色及紫色為主，下半身結合假面騎士Chaser造型         | 結合假面騎士Chaser性能的形態 融會兩者特長後力量與速度得到大幅度的提升                                              | Chaser Kick Macher Mach驅動炎掀起匣子「Frame Winguard」並將「Signal Chaser」信號摩托接上至插槽「Signal Landing Panel」內，再按下「Boost Igniter」及將之蓋上後發動。融合兩種信號摩托最大的力量所發動的一記必殺飛踢。 |                                              |
| Mach Chaser 馬赫追跡者  | 更多 ： Drive SAGA § 本作登場假面騎士 / 形態 | 更多 ： Drive SAGA § 本作登場假面騎士 / 形態                                         | 更多 ： Drive SAGA § 本作登場假面騎士 / 形態                                                                       | 更多 ： Drive SAGA § 本作登場假面騎士 / 形態 | 更多 ： Drive SAGA § 本作登場假面騎士 / 形態 |

#### 專屬武裝
- 前轮射手

原文： / Zenrin Shooter
假面骑士Mach專用手槍型武器。
扣下扳機時會發出「Shooter！」的音效以提示正在運作槍砲的模式發射能量彈；當轉動位於護手處小型輪胎「Zenrin Striker」時會會發出「Zenrin！（原文，漢字為「前輪」）」的音效，輪胎會產生並包圍著能量光束以用作近戰削擊敵人之用。
將信號摩托接入柄部護手處插槽「Signal Landing Panel」會發出音效「Hissatsu！（原文，漢字為「必殺」）」，再扣下扳機或转动「Zenrin Striker」後發出音效「Full Throttle！」以作發動必殺技。

### 假面騎士Protodrive
變身者：零原型（惡路程式000）（替身演員：今井靖彦、CV：上遠野太洸）
原文： / Kamen Rider Protodrive

#### 變身模式
| 型態名稱            | 簡介 | 外觀                                                               | 能力                                                                                                   | 必殺技 |
| type Speed 速度型號 | 原文： 利用「Shift Speed Prototype」移速戰車變身的形態 身高：194cm 體重：114kg 拳擊力：4.1t 踢擊力：5.9t 跳躍力：28m 行動速度：100m / 6.1秒（通常時）/ 2.1秒（加速時） | 全身以黑色、紫色及白色為主，外表與假面騎士Drive type Speed形態相似 | 假面騎士Drive初步試作型，基本能力與type Speed無異 由於是未完成階段，所以未持有可破壞惡路程式核心的性能 | Proto Drop 原文： 所屬的的騎士踢。移速手鐲按下按鈕「Igniter」並推下手柄後發動，向目標送上最大力量的飛踢。 |

### 假面騎士Chaser
變身者：Chase（替身演員：今井靖彦→青木哲也、CV：上遠野太洸）
原文： / Kamen Rider Chaser

#### 變身模式
| 型態名稱 | 簡介 | 外觀                                                       | 能力                                   | 必殺技 |
| 通常型態 | 利用「Signal Chaser」信號摩托變身的形態 身高：199.5cm 體重：114kg 拳擊力：19.7t 踢擊力：25.8t 跳躍力：43.1m 行動速度：100m / 3秒 | 全身以藍銀色、紫色、古銅色及黑色為主，背部設置有輪胎形裝甲 | 利用魔進追跡者的樣本衍生開發而成的形態 | Chaser End 原文： 所屬的的騎士踢。Mach驅動炎掀起匣子「Frame Winguard」並將「Signal Chaser」信號摩托接上至插槽「Signal Landing Panel」內，再按下「Boost Igniter」及將之蓋上後發動。 Across Breaker 原文： 將信號摩托接入信號斧頭的斧身背部插槽「Signal Landing Panel」，再按下手柄部位的按鈕「Shingou Push Button」後發動。 |

##### 專屬武裝
- 信號斧頭

原文： / Shingou-Ax
假面騎士Chaser專用斧頭型武器。
斧身具有行人專用交通信號燈型的顯示裝置「E-Condition Lamp」，正當使用者發動必殺技的時候，主要用作以燈號提示正在處於積蓄能量的靜止狀態，或可隨時使出必殺技的狀態。
將信號摩托接入斧身背部插槽「Signal Landing Panel」會發出音效「Hissatsu！（原文，漢字為「必殺」）」，再按下手柄部位的鈕鍵「Shingou Push Button」後會連續發出待機音效「Matteroyo！（原文「，即是，意思為「請稍等」）」，期間「E-Condition Lamp」會閃亮紅色燈號顯示，當能量充填完畢後會發出「Itteiyo！（原文「，即是，意思為「可步行了」）」的音效及「E-Condition Lamp」會閃亮綠色燈號顯示，揮動後發出音效「Full Throttle！」以作發動必殺技。
- 破壞槍手

原文： / Break Gunner

### 假面騎士純（量產型假面騎士Mach）
變身者：本願寺純（替身演員、CV：片岡鶴太郎）
原文： / Kamen Rider Jun（Kamen Rider Mach Production Model）

#### 變身模式
| 型態名稱 | 簡介 | 外觀                       | 能力                                                                                         | 必殺技 |
| 通常型態 | 利用特狀課之鑰與量產型Mach驅動器變身的形態 身高：171cm 體重：62kg 拳擊力：2.5t 踢擊力：3.7t 跳躍力：6m 行動速度：100m/7秒 | 全身以白色、黑色及藍色爲主 | 以假面騎士Mach為藍本，開發出不需特別體質變身的量產裝著系統，設計概念主要為以集團形式應對戰鬥 |        |

## 本作登場其他戰士

### 魔進追跡者
變身者：Chase（替身演員：今井靖彦、CV：上遠野太洸）
原文： / Mashin Chaser

#### 變身模式
| 型態名稱                           | 簡介 | 外觀                       | 能力 | 必殺技 |
| 通常型態                           | 劇中的主要形態，利用破壞槍手最初變身的形態 身高：202.5cm 體重：112kg 拳擊力：7.3t 踢擊力：12.2t 跳躍力：24m 行動速度：100m / 6.9秒               | 全身以紫色、銀色和黑色為主 | 以Protodrive作為基礎所製造，戰鬥模式遠近距兼備 經過強化改造後能夠發動比一般「重加速」更強的「超重加速」 | |
| Tune Chaser Spider 武裝追跡者蜘蛛  | 原文： 破壞槍手插接「Chaser Spider」病毒核心所變身的形態 身高：202.5cm 體重：127kg 拳擊力：8.6t 踢擊力：12.5t 跳躍力：24m 行動速度：100m / 7.1秒 | 全身以紫色、銀色和黑色為主 | 右手附帶巨大尖叉武器Fang Spidey的近距戰鬥形態                                                           | Execution Spider 原文： Tune Chaser Spider形態時，破壞槍手插槽「Viral Landing Panel」接駁「Chaser Spider」病毒核心並按下槍口「Destruction Muzzle」後發動，以最大輸出率向目標發出強烈的光束斬擊。               |
| Tune Chaser Cobra 武裝追跡者眼鏡蛇 | 原文： 破壞槍手插接「Chaser Cobra」病毒核心所變身的形態 身高：202.5cm 體重：127kg 拳擊力：8.1t 踢擊力：12.5t 跳躍力：24m 行動速度：100m / 7.1秒  | 全身以紫色、銀色和黑色為主 | 右手附帶鞭子型武器Tail Whipper的中距戰鬥形態                                                            | Execution Cobra 原文： Tune Chaser Cobra形態時，破壞槍手插槽「Viral Landing Panel」接駁「Chaser Cobra」病毒核心並按下槍口「Destruction Muzzle」後發動。放出鞭子以隔空游走形式向目標攻擊。                      |
| Tune Chaser Bat 武裝追跡者蝙蝠     | 原文： 破壞槍手插接「Chaser Bat」病毒核心所變身的形態 身高：202.5cm 體重：127kg 拳擊力：7.3t 踢擊力：12.5t 跳躍力：24m 行動速度：100m / 7.1秒    | 全身以紫色、銀色和黑色為主 | 右手附帶弓箭型武器Wing Sniper的遠距戰鬥形態，以及具有飛行的能力                                         | Execution Bat 原文： Tune Chaser Bat形態時，破壞槍手插槽「Viral Landing Panel」接駁「Chaser Bat」病毒核心並按下槍口「Destruction Muzzle」後發動。Wing Sniper安装在其背部，再从高空中向目标送上最大力量的飞踢。 |

#### 專屬武裝
【「▲▲」代表移速戰車、病毒核心及信號摩托的末字，例如「Shift Speed」會讀作「Speed」、「Max Flare」會讀作「Flare」、「Signal Mach」會讀作「Mach」等】
【「●●」代表輪胎交換用移速戰車、病毒核心及信號摩托全名，例如「Max Flare」、「Chaser Spider」等】
- 破壞槍手

原文： / Break Gunner
魔進追跡者和假面騎士Chaser專用手槍型武器或變身道具。
變身魔進追跡者時先將槍口「Destruction Muzzle」壓在掌心後會發出待機音樂，放開掌心及發出「Break Up！」音效後正式啟動變身程序。
用掌心輕按「Destruction Muzzle」並發出「Gun！」的音效時會發動「手槍模式」，或用作壓縮內部能量強化子彈速度以進行精準的射擊；輕按「Destruction Muzzle」並發出「Break！」的音效時會發動「破壞模式」，內部能量會分佈於護指處三顆鈍釘「Revenger Pike」中，在近戰時可作為拳套般使用。
柄部護手處裝有插槽「Viral Landing Panel」，插入病毒核心後以作裝備相應的武器改變戰鬥形態，同樣可以使用移速戰車來發動專有的屬性攻擊。插入病毒核心轉換形態或使用移速战车時發出音效為「Tune  ●●！」；使用必殺技時在「Viral Landing Panel」插著病毒核心的狀態按下「Destruction Muzzle」後發動，發出音效為「Execution！Full Break！▲▲！」
- Fang Spidey

原文：
Tune Chaser Spider形態專用巨大尖叉型武器。
- Tail Whipper

原文：
Tune Chaser Cobra形態專用鞭子型武器。
- Wing Sniper

原文：
Tune Chaser Bat形態專用弓箭型武器。安裝在背部後可作雙翼般於空中飛行。

### 假面騎士Gold Drive
變身者：恶路程式006（蠻野天十郎意識載體）（替身演員：永德 / 岡田和也、CV：森田成一）
原文：

#### 變身模式
| 型態名稱 | 簡介 | 外觀 | 能力 | 必殺技 |
| 通常型態 | 利用內藏蠻野天十郎意識的仿製Drive驅動器，並以惡路程式006的軀體變身成為與假面騎士相若的姿態 身高：199cm 體重：166kg |      | 力量與「惡路程式超進化態」同等，擁有高速的戰鬥技巧，手部可放出強大的能量彈或光束標槍，胸口的組件「Gord Conversion」可使假面騎士的武裝數據化並將之奪取。 |        |

### 超魔進追跡者
變身者：Chase（替身演員：今井靖彦、CV：上遠野太洸）
原文： / Super Mashin Chaser

## 輔助工具
【「▲▲」代表移速戰車、病毒核心及信號摩托的末字，例如「Shift Speed」會讀作「Speed」、「Max Flare」會讀作「Flare」、「Signal Mach」會讀作「Mach」等】
【「●●」代表輪胎交換用移速戰車全名，例如「Max Flare」、「Funky Spike」等】
【「××」代表Mach驅動炎「Boost Igniter」按鍵四次時的音效，詳情請見「信號摩托（Signal Bike）」或「移速戰車（Shift Car）」】
【「■ ■」代表Mach驅動炎所使用移速戰車的個別音效，詳情請見「移速戰車（Shift Car）」

### 變身腰帶
- Drive驅動器

原文： / Drive Driver
CV / 音效：Chris Peppler
假面騎士Drive、假面騎士Protodrive、假面騎士Dark Drive、假面騎士Zerodrive及假面騎士Heart專用變身腰帶。
具有像人類般的自我意識及說話能力的人工智能，被泊進之介稱呼為「腰帶先生」。能遙距指示賽特朗作無人駕駛和掩護射擊；可轉移意識至變身專用的移速戰車內，以作為自身的分體於戶外行動；如投影機般具有影像投射的功能。本身亦能夠自行強制驅動變身及更換輪胎。
於《假面騎士×假面騎士 Drive & 鎧武 MOVIE大戰 Full Throttle》中為了幫進之介擋下魯邦的攻擊而一度導致系統損壞，而在詩島剛的協助下將驅動器重新注入回復系統得以再度復原。
於《劇場版 假面騎士Drive Surprise Future》中因蠻野天十郎暗中植入的晶片影響而機能變得異常失控，而一度被進之介毁壞，而在進之介使用Tridoron Key之後將數據重新聯結，得以讓系統重新復原。
正中圓形顯示板「Central Face」，平常狀態會顯示「腰帶先生」的面部表情圖像以增加與人之間交流方式及表達情緒的作用。使用變身程序則會顯示各個不同的圖形，以表示某項程序正在驅動中的狀態。
位於腰帶右上角的車鑰匙狀的轉扭開關「Advanced Ignition」，當準備變身、變換形態、使出特殊技或必殺技時每次必需要先扭動後才啟動候命程序。變身時扭動「Advanced Ignition」發出待機的音效後，正式發動變身程序時發出音效為「Drive！type ▲▲！」；當處於變身狀態作輪胎交換時發出音效則是「Tire Koukan！（原文，漢字為「交換」）●●！」；發動特殊技或必殺技時發出音效則是「▲▲！」（視乎推前移速手鐲的手柄次數而決定該音效發出的次數，最大為三次）；發動最大必殺技時音效則是「Hissatsu！（原文，漢字為「必殺」）Full Throttle！▲▲！」，解除變身後發出音效為「Nice Drive！」。
- Mach驅動炎

原文： / Mach Driver Honoh 
音效：George Williams
假面騎士Mach、假面騎士Chaser、假面骑士超Dead Heat Drive及假面骑士Dead Heat Drive專用變身腰帶。
具有與「腰帶先生」近似的人工智能輔助大腦系統。
變身時先將設於腰帶右方的匣子「Frame Winguard」向上掀開及發出待機音效時，把信號摩托接入插槽「Signal Landing Panel」後會發出「Signal Bike！」的音效，再將之蓋上並發出音效「Rider！OO！」後正式發動變身程序；如插入信號交換專用的信號摩托時，將「Frame Winguard」蓋合後發出音效則是「Signal Koukan！（原文，漢字為「交換」）OO！」。
位於正中頂部的按鈕「Boost Igniter」用作推進信號摩托或移速戰車本身的力量或屬性，按下四次則會將效能推至最頂峰。當按下一次時會發出音效「▲▲！／■ ■！」；按下四次音效會轉變成「××！▲▲！／■ ■！」，開啟必殺技待機程序需先掀起「Frame Winguard」再按下「Boost Igniter」，並發出「「Hissatsu！（原文，漢字為「必殺」）」的音效再將匣子蓋上，其後發出「Full Throttle！▲▲！／■ ■！」音效以完成發動必殺技程序。
「Signal Landing Panel」接入移速戰車時會發出音效「Shift Car！」，再蓋上後發出音效則是「Tire Koukan！■ ■！」；「Boost Igniter」按鍵四次音效為「××！■ ■！」。
唯獨使用「Shift Dead Heat」移速戰車時則會擁有另類追加音效，開始變身時接入插槽「Signal Landing Panel」後會發出音效則是「Signal Bike！Shift Car！！」；使用該移速戰車及維持其形態發動必殺技時發出則是「Burst！Full Throttle！▲▲！／■ ■！」的音效。
將裝上的信號摩托拔出並「Frame Winguard」蓋上後以作解除變身，解除變身後發出音效為「Otsukare！（原文，意思為「辛苦了！」）」。
- 蠻野驅動器

原文： / Banno Driver
CV / 音效：森田成一
Gord Drive專用變身腰帶。
以Drive驅動器為原型再複製，以植入蠻野天十郎意識的人工智能運作的變身腰帶。
不論使用方式及外型基本都與Drive驅動器一樣，同樣擁有移速手鐲作為連動配件。不同的是配色為黑色和黃色，以及毋須使用移速戰車作任何型態變化，只需轉扭車鑰匙狀的開關便可發動變身或必殺技。
- 量產型Mach驅動器

原文： / Mach Driver Production Model
性能方面、使用方法與外型基本與Mach驅動炎相同，外表呈深藍色的量產型變身腰帶。

### 道具
- 移速手鐲

原文： / Shift Brace
與Drive驅動器連動應用的換檔器型附加道具，用作指令Drive驅動器的系統。
最初變身程序要先扭動Drive驅動器的開關「Advanced Ignition」，發出待機的音效後把移速戰車的車頭或車尾關節位置轉動後成為手柄形狀，再插進凹槽「Shift Landing Panel」中並將成為手柄用途的移速戰車推上後發動。
當處於變身狀態時更換並插入特定的移速戰車，再將其推上之後會作輪胎交換以改變戰鬥能力。如再次將手柄推上一至三次後則會發動該形態的特殊技或必殺技；發動最大必殺技時必先要按下靠右的紅色按鈕「Igniter」，其後將手柄推上才能成功啟動。
將本身裝上的移速戰車拔出並按下按鈕「Igniter」後以作解除變身。
- 特狀課之鑰

原文： / Tokujo-Ka Key
使用性質與移速戰車及信號摩托相同，接入量產型Mach驅動器內作變身的USB型工具。
- Tridoron Key

原文：

### 交通工具
- 賽特朗

原文： / Tridoron
假面骑士Drive的交通工具，現實中原形是本田NSX。
正式編號為「TRIDORON-3000」，可與Drive驅動器內藏的人工智能「腰帶先生」連接後進行無人駕駛狀態；內部具有插槽裝置「Rear Shift Gate」还能使用移速战车的力量，加装或組合不同屬性的轮胎对其进行强化并发动必杀，啟動程序時會發出「Tire Fueru！（原文，即是，意譯「增加」）Go！Tridoron！」的音效；能夠因應不同需要而變換共三種的形態。
| 形態名稱     | 簡介                                                             | 外觀                               | 能力及備註 |
| type Speed   | 全長：4.9m 重量：1450kg 最高時速：560km/h 馬力：3000ps（2206kw） | 全身主色為紅色、搭配色為黑色及白色 | 基本的跑車形態。 發動機罩部分裝有超高速物質產生裝置「Assembled Gear」，當Drive驅動器下達指令時會連接到特殊的空間內取出粒子，並壓縮成擁有奇異能力的輪胎，再通過左前輪「Variable Torque Unit」發射指定的輪胎安裝到Drive的身上作為戰鬥武裝。 同一位置裝備著作為動力源的重力引擎「Core・Drivia-T」，回轉的波動能夠抵消「重加速」的影響。 前燈位置內藏壓縮能量砲「Front Machine Cannon」，可向目標作連射攻擊或展開防火幕進行掩護。 |
| type Wild    | 全長：4.9m 重量：1450kg 最高時速：239km/h 馬力：3000ps（2206kw） | 全身主色為黑色、搭配色為白色及紅色 | 專長應對崎嶇道路的越野车形態。 原先type Speed形態車底具有堅硬裝甲，形態經過轉換後成為主車身部份；原本置於車尾的大型輪胎「Gran Tire」則轉換成為前輪使用。 「Assembled Gear」、「Variable Torque Unit」及「Core・Drivia-T」變置於車尾部份；「Variable Torque Unit」變成設置於發動機罩側部。 |
| type Technic | 全長：4.3m 重量：1450kg 最高時速：219km/h 馬力：3000ps（2206kw） | 全身為黑色、灰色及紅色             | 能夠作搬運重物及清除障礙物的工程車形態。 三組輪胎全數作地面或在牆壁上行走之用。 車身與駕駛艙置高裝嵌後，駕駛艙底部露出一對大型機械夾「Shank Ripper Claw」，能夾起或扔掉大型物件，及以擺動作打擊敵人之用。 駕駛艙可彈射分離以能夠向目標作出突擊。 |

- 次世賽特朗

原文： / NexTridoron
- 原型賽特朗

原文： / Proto Tridoron
- 機車

| 名稱         | 簡介                                                                     | 外觀                                           | 能力及備註 |
| Ride Macher  | 原文： 全長：3110mm 重量：275kg 馬力：300ps（220.6kw） 最高時速：460km/h | 全身主色為黑色及白色、搭配色為紅色及藍色       | 假面騎士Mach的專用機車。現實中原形是本田NM4-01。 具有的偵測裝置可用作追蹤指定目標。 車身正面設置著小型槍炮，能夠單發或連射出具爆破性的光束彈；車尾設有大型的裝甲板作防護。 |
| Ride Chaser  | 原文： 全長：2380mm 重量：265kg 馬力：300ps（220.6kw） 最高時速：470km/h | 全身主色為黑色、搭配色為紫色                   | 魔進追跡者及和假面骑士Chaser的專用摩托車。現實中原形是本田NM4-01。 車身正面帶有骷髏形狀的裝甲，內部的偵測裝置可用作追蹤指定目標，及可承受強大的撞擊力。 |
| Ride Crosser | 原文： 全長：2600mm 重量：540kg 馬力：2000ps（1471kw） 最高時速：537km/h | 全身主色為黑色及白色、搭配色為紅色、藍色及紫色 | Ride Macher和Ride Chaser兩台機車合體而成的四輪車形態。由假面骑士Mach、魔进追迹者或假面騎士Chaser共同使用。 除了Ride Macher原有的槍炮外，機車合共的手把亦變化成為槍械的用途。 車身四方可射出帶有鋼索的錨，可抓住建築物的高處作出空中的移動以應付具飛行能力的敵人。 前端內藏兩根巨大的尖刺，當行駛時以用作刺穿或破壞前路的障礙物。 |

- 其他

| 名稱                          | 簡介                                                                                            | 外觀                                     | 能力及備註 |
| Ride Booster                  | 原文： 全長：2800mm 重量：175kg 馬力：250ps（183.9kw） 最高時速：370km/h                        | 全身主色分為紅色或藍色、搭配色為黑色     | 高性能的卡丁車型飛行載具。 車身底部採用渦輪式飛行裝置以能夠作空中懸浮；前端具有能夠連射光束彈的裝備；車頭所裝置的徽章型傳感器，能夠與該名乘搭的假面騎士作意念的訊號連接，並跟隨意願作出轉換手動或自動駕駛模式。 集合兩台後可作為賽特朗的配件般合體。 |
| 推進式賽特朗 Booster Tridoron | 原文： 全長：4900mm 重量：1800kg 馬力：3600ps（2648kw） 最高時速：410km/h 最高飛行時速：650km/h | 全身主色為紅色和藍色、搭配色為黑色及白色 | 賽特朗與兩台Ride Booster合體後的飛行形態。 假面騎士Drive、Mach及Chaser三人可同時乘坐以作互相支援，除了用作應對空中的戰鬥外，還能借助內部裝備的改良型複合雷達裝置，從高空偵測地面「重加速」粒子反應的所在。                                           |

### 移速戰車（Shift Car）
有關參考：用語
| 英文名稱              | 日文名稱 | 中文名稱     | 汽車類型       | 隸屬者     | 種類      | 能力                                                                                           | 備註 |                                                                                                |
| --------------------- | -------- | ------------ | -------------- | ---------- | --------- | ---------------------------------------------------------------------------------------------- | --- | ---------------------------------------------------------------------------------------------- |
| Shift Speed           |          | 移速速度     | 跑車           | Drive      | 形態 變身 | 以速度為主的形態                                                                               | 變身形態type Speed |                                                                                                |
| Shift Wild            |          | 移速越野     | 越野車         | Drive      | 形態 變身 | 以力量為主的形態                                                                               | 變身形態type Wild 變身條件需要配合使用者熱情的心態 |                                                                                                |
| Shift Technic         |          | 移速技術     | 工程車         | Drive      | 形態 變身 | 以機械精密運作為主的形態                                                                       | 變身形態type Technic 變身條件需要配合使用者冷靜的心態 |                                                                                                |
| Shift Dead Heat       |          | 移速爆熱     | 邊車摩托       | Drive      | 形態 變身 | 與假面騎士Mach持有的性能所結合的形態                                                           | 變身形態type Dead Heat 假面騎士Mach使用變身形態Dead Heat Mach 需與特製的信號摩托結合使用 Mach驅動炎按下「Boost Igniter」會發出音效「Burst！Dead Heat！」；四次則會發出音效「Burst！Kyuuni！Dead Heat！」 （原文「」，即是「」，意思為「急速」） |                                                                                                |
| Shift Formula         |          | 移速方程式   | 方程式赛车     | Drive      | 形態 變身 | 以極速移動推進力量的形態                                                                       | 變身形態type Formula 變身條件需要配合使用者信賴團隊的心態 |                                                                                                |
| Shift Tridoron        |          | 移速賽特朗   | 跑車           | Drive      | 形態 變身 | 集合所有移速戰車的特性， 兼与座驾赛特朗合体后的最强形态                                        | 最初開發目的只作拖車砲發動必殺技的用途，其後意外產生出type Tridoron形态而成為变身之用 当启动变身程序时，按下一侧按钮會發出音效「Fire All Engine !」 作輪胎混合時，按下另一侧按钮會發出音效「Come On！▲▲、▲▲、▲▲（「▲▲」代表著不同移速戰車的末字）！」 接入移速手鐲再推上则发出音效「Tire Kakimazeru！XX！」 （原文「」，即是「」，意思為「混合」） （「XX」代表該輪胎混合的名稱，詳見「本作登場假面騎士」中「假面騎士Drive」的「變身模式」） |                                                                                                |
| Shift Fruits          |          | 移速水果     | 跑車           | Drive      | 形態 變身 | 更多 ： 假面騎士×假面騎士 Drive & 鎧武 MOVIE大戰 Full Throttle § 本作登場移速戰車（Shift Car） | 更多 ： 假面騎士×假面騎士 Drive & 鎧武 MOVIE大戰 Full Throttle § 本作登場移速戰車（Shift Car） | 更多 ： 假面騎士×假面騎士 Drive & 鎧武 MOVIE大戰 Full Throttle § 本作登場移速戰車（Shift Car） |
| Shift Next Special    |          | 移速次世特殊 | 跑車           | Drive      | 形態 變身 | 更多 ： 劇場版 假面騎士Drive Surprise Future § 本作登場移速戰車（Shift Car）                   | 更多 ： 劇場版 假面騎士Drive Surprise Future § 本作登場移速戰車（Shift Car） | 更多 ： 劇場版 假面騎士Drive Surprise Future § 本作登場移速戰車（Shift Car）                   |
| Shift High Speed      |          | 移速高速     | 跑車           | Drive      | 形態 變身 | 能力与type Speed相同的形態                                                                     | 月刊雜誌《てれびくん》特別篇DVD故事登場，變身形態type High Speed 因使用者的心理作用而略显得强于type Speed形態 |                                                                                                |
| Shift Ride Crosser    |          | 移速交匯者   | 越野车         | Mach       | 形態 變身 | 更多 ： Drive SAGA § 本作登場移速戰車（Shift Car）                                             | 更多 ： Drive SAGA § 本作登場移速戰車（Shift Car） | 更多 ： Drive SAGA § 本作登場移速戰車（Shift Car）                                             |
| Shift Speed Prototype |          | 移速速度原型 | 跑車           | Protodrive | 形態 變身 | type Speed形態的雛型                                                                           | 變身形態type Speed 由Mach驅動炎使用可短時間內增加移動速度及攻擊力，音效則是「Hayai！」 （原文「」，即是「」，意思為「很快」） 按下「Boost Igniter」四次會發出音效「Totemo！Hayai！」 （「Totemo！」原文「」，即是「」，意思為「非常」） Chase原本的記憶就備份在這台移速戰車中，一度因為被毀損而無法讀取。 在修復後和其他移速戰車一樣有自我意志（不清楚是否跟變身用移速戰車一樣能做為腰帶先生的身體）                                         |                                                                                                |
| Shift Hearton         |          | 移速哈特朗   | 跑車           | Heart      | 形態 變身 | 更多 ： Drive SAGA § 本作登場移速戰車（Shift Car）                                             | 更多 ： Drive SAGA § 本作登場移速戰車（Shift Car） | 更多 ： Drive SAGA § 本作登場移速戰車（Shift Car）                                             |
| Max Flare             |          | 極限烈焰     | 跑車           | Drive      | 輪胎 交換 | 帶有高熱火焰能力                                                                               | 由Mach驅動炎使用時音效則是「Moerl！」 （原文「」，即是「」，意思為「燃起」） 按下「Boost Igniter」四次會發出音效「Kyuuni！Moerl！」 （「Kyuuni！」原文「」，即是「」，意思為「急速」） |                                                                                                |
| Funky Spike           |          | 鬼馬尖刺     | 跑車           | Drive      | 輪胎 交換 | 帶有具殺傷力的尖刺裝甲部位                                                                     | |                                                                                                |
| Midnight Shadow       |          | 午夜魅影     | 跑車           | Drive      | 輪胎 交換 | 擁有如忍者般身手的戰鬥模式                                                                     | 具有能力包括有分身、隱身及發出光束手裡劍 |                                                                                                |
| Justice Hunter        |          | 正義獵人     | 警察車         | Drive      | 輪胎 交換 | 附帶武器Justice Cage 可作便攜式籠子囚禁制敵                                                    | 和Massive Monster是非常好的搭擋，但是曾經因為兩方的處事態度不同而吵架 平常和霧子搭檔行動，一板一眼的個性和霧子很合得來。 |                                                                                                |
| Dream Vegas           |          | 夢幻維加斯   | 豪華轎車       | Drive      | 輪胎 交換 | 附帶兩個金幣狀圓盾Drum Shield                                                                  | 根據變身者及移速戰車當日的狀態，擴大或減低機率以轉盤式決定所發動必殺技的威力 個性喜歡熱鬧，在心情好的時候會製造出十分豪華的特效。 和Dimention Cab是朋友，在Dimention Cab重傷維修的期間變得消沈，並拼命追查重傷了Dimention Cab的惡路程式005 |                                                                                                |
| Spin Mixer            |          | 旋動混凝     | 混凝土車       | Drive      | 輪胎 交換 | 發射出混凝土彈                                                                                 | 由Mach驅動炎使用時音效則是「Mazerl！」（原文「」，即是「」，意思為「混絆」） 按下「Boost Igniter」四次會發出音效「Zutto！（原文「」，中文為「一直」的意思）Mazerl！」 |                                                                                                |
| Massive Monster       |          | 巨大怪物     | 運動型多用途車 | Drive      | 輪胎 交換 | 附帶雙圓盤形武器Monster                                                                        | 輪胎上怪物圖案的口部可吐出舌頭 和Justice Hunter是非常好的搭擋，但是曾經因為兩方的處事態度不同而吵架 |                                                                                                |
| Dimension Cab         |          | 維度計程     | 出租車         | Drive      | 輪胎 交換 | 上半身可進行空間移動以和本體分離                                                               | 曾被惡路程式005重傷過而必須維修。 和Dream Vegas是朋友。 |                                                                                                |
| Rumble Dump           |          | 轟隆傾卸     | 礦山自卸車     | Drive      | 輪胎 交換 | 附帶大型鑽頭Rumble Smasher                                                                     | 缺點是轉動時馬力過大，而會導致有反向牽動著使用者的情況發生，因此必須要有一定程度的力量形態才可運用自如 由Mach驅動炎使用時音效則是「Arabull！」（原文「」，即是「」，意思為「粗暴」） 按下「Boost Igniter」四次會發出音效「Kanari！Arabull！」 （「Kanari！」原文「」，即是「」，意思為「相當之」） |                                                                                                |
| Mad Doctor            |          | 瘋狂醫生     | 救護車         | Drive      | 輪胎 交換 | 附帶醫療儀器Cure Quicker                                                                       | 缺點是治療期間會帶給傷者強烈的疼痛 由Mach驅動炎使用時音效則是「Naorl！」（原文「」，即是「」，意思為「治療」） 按下「Boost Igniter」四次會發出音效「Imasugu！Naorl！」 （「Imasugu！」原文「」，即是「」，意思為「現在」） |                                                                                                |
| Hooking Wrecker       |          | 掛鉤懸吊     | 拖吊車         | Drive      | 輪胎 交換 | 附帶滾筒式驅動絞盤的勾子Capture Hook                                                           | |                                                                                                |
| Burning Solar         |          | 燃燒太陽     | 太陽能車       | Drive      | 輪胎 交換 | 車輛單體本身具有釋放強烈太陽光的能力， 可灼傷目標或障礙對方視力                                | 需要靠太陽能來充電 |                                                                                                |
| Fire Braver           |          | 火焰勇者     | 消防車         | Drive      | 輪胎 交換 | 附帶多關節夾型的動力臂Ladder Expander 車輛單體本身具有滅火的能力                               | 動力臂長度可伸延至十米。 |                                                                                                |
| Rolling Gravity       |          | 滾動重力     | 壓路機         | Drive      | 輪胎 交換 | 附帶大型砝碼10t Omori 車輛單體本身具有製造所有移速戰車懸空道路、 及發動重力力場的能力          | 砝碼重量達至十噸，具有製造出重力力場的功用。 車輛單體為其他移速戰車和拖車砲製作專用跑道時能夠因應不同車輛的移動路線進行分身，甚至能以和Shift Formula相當的速度移動。 |                                                                                                |
| Deco Traveler         |          | 暴走旅者     | 暴走卡車       | Drive      | 輪胎 交換 | 車輛單體本身能力具有放出鎖鏈纏繞物件、 能投放演歌式音響及燦爛光燈擾亂敵人                      | 個性豪放，喜歡有男子氣概的人，因此在進之介身分曝光前和追田警部補相遇時便一拍即合。 |                                                                                                |
| Road Winter           |          | 道路寒冬     | 雪地履帶車     | Drive      | 輪胎 交換 | 附帶冷氣生產裝置Front Streamer                                                                 | |                                                                                                |
| Colorful Commercial   |          | 色彩廣告     | 街宣車         | Drive      | 輪胎 交換 | 車輛單體本身具有投射立體影像的能力                                                             | |                                                                                                |
| Amazing Circus        |          | 驚奇馬戲     | 馬戲團車       | Drive      | 輪胎 交換 | 車輛單體能夠放出各種舞台道具和器具                                                             | |                                                                                                |
| Mantarn F01           |          | 滿缸F01      | 方程式赛车     | Drive      | 輪胎 交換 | 輪胎內藏龐大的能源以供作補給充填                                                               | type Formula形態專用 |                                                                                                |
| Jacky F02             |          | 起重F02      | 方程式赛车     | Drive      | 輪胎 交換 | 附帶裝備Jacky Riser 車輛單體能夠作架高重物之用                                                 | type Formula形態專用 |                                                                                                |
| Sparner F03           |          | 扳手F03      | 方程式赛车     | Drive      | 輪胎 交換 | 附帶爪型武器Grasper Crow 車輛單體能夠為裝甲的組件作簡單的維修保養                              | type Formula形態專用 |                                                                                                |
| Mega Max Flare        |          | 百万最大火力 | 跑车           | Drive      | 輪胎 交換 | 帶有威力与「Max Flare」相同的高熱火焰                                                          | 月刊雜誌《てれびくん》特別篇DVD故事登場 因使用者的心理作用而略显得强于「Max Flare」 使用必殺技時音效上則改為「Hissatsu！Full Throttle！Terebikun！（即是日語「てれびくん」）」 |                                                                                                |
| Next Hunter           |          | 次世獵人     | 警察車         | Dark Drive | 輪胎 交換 | 更多 ： 劇場版 假面騎士Drive SURPRISE FUTURE § 本作登場移速戰車（Shift Car）                   | 更多 ： 劇場版 假面騎士Drive SURPRISE FUTURE § 本作登場移速戰車（Shift Car） | 更多 ： 劇場版 假面騎士Drive SURPRISE FUTURE § 本作登場移速戰車（Shift Car）                   |
| Next Deco Traveler    |          | 次世暴走旅者 | 暴走卡車       | Dark Drive | 輪胎 交換 | 更多 ： 劇場版 假面騎士Drive SURPRISE FUTURE § 本作登場移速戰車（Shift Car）                   | 更多 ： 劇場版 假面騎士Drive SURPRISE FUTURE § 本作登場移速戰車（Shift Car） | 更多 ： 劇場版 假面騎士Drive SURPRISE FUTURE § 本作登場移速戰車（Shift Car）                   |
| Next Builder          |          | 次世建築師   | 工程車         | Dark Drive | 輪胎 交換 | 更多 ： 劇場版 假面騎士Drive SURPRISE FUTURE § 本作登場移速戰車（Shift Car）                   | 更多 ： 劇場版 假面騎士Drive SURPRISE FUTURE § 本作登場移速戰車（Shift Car） | 更多 ： 劇場版 假面騎士Drive SURPRISE FUTURE § 本作登場移速戰車（Shift Car）                   |

### 信號摩托（Signal Bike）
有關參考：用語
| 英文名稱       | 日文名稱 | 中文名稱   | 隸屬者 | 種類     | 能力                           | 備註 |
| -------------- | -------- | ---------- | ------ | -------- | ------------------------------ | --- |
| Signal Mach    |          | 信號馬赫   | Mach   | 形態變身 |                                | 變身成為假面騎士Mach Mach驅動炎按下「Boost Igniter」四次時音效則是「Zutto！（原文「ズーット！」，中文為「一直」的意思）Mach！」                                                                      |
| Signal Chaser  |          | 信號追跡者 | Chaser | 形態變身 |                                | 變身成為假面騎士Chaser 由魔進追跡者的裝甲樣本所研發 假面騎士Mach使用變身形態Chaser Mach Mach驅動炎按下「Boost Igniter」四次時音效則是「Zutto！（原文「ズーット！」，中文為「一直」的意思）Chaser！」 |
| Signal Faiz    |          | 信號Faiz   | -      | 形態變身 |                                | 變身成為假面騎士Faiz 《d Video特別篇 假面騎士4號》登場 修卡首領利用此變身成為假面騎士Faiz |
| Signal Magarl  |          | 信号轉彎   | Mach   | 信號交換 | 攻擊可作弧線軌道轉向           | 車輛單體由於自身能力的緣故而不適合搜查任務 Mach驅動炎按下「Boost Igniter」四次時音效則是「Kyuuni！（原文「キュウニ！」，即是「急に！」，意思為「急速」）Magarl！」                                   |
| Signal Kikern  |          | 信号危險   | Mach   | 信號交換 | 召喚出魔獸                     | Mach驅動炎按下「Boost Igniter」四次時音效則是「Totemo！（原文「トテーモ！」，即是「とても！」，意思為「非常」）Kikern！」                                                                            |
| Signal Tomarle |          | 信号止步   | Mach   | 信號交換 | 攻擊具有封鎖目標活動能力的效果 | 車輛單體由於自身能力的緣故而不適合搜查任務 Mach驅動炎按下「Boost Igniter」四次時音效則是「Imasugu！（原文「イマスーグ！」，即是「今すぐ！」，意思為「現在起」）Tomarle！」                           |
| Signal Kaksarn |          | 信号分岔   | Mach   | 信號交換 | 攻擊化成擴散的效果             | Mach驅動炎按下「Boost Igniter」四次時音效則是「Takusan！（原文「タクサーン！」，即是「沢山！」，意思為「很多」）Kaksarn！」                                                                          |

### 病毒核心（Viral Core）
有關參考：用語
| 英文名稱      | 日文名稱 | 中文名稱     | 隸屬者     | 種類                                                                           | 能力                                                                           | 備註 |
| ------------- | -------- | ------------ | ---------- | ------------------------------------------------------------------------------ | ------------------------------------------------------------------------------ | --- |
| Chaser Spider |          | 追迹者蜘蛛   | 魔進追跡者 | 武裝變換                                                                       | 外表呈銀色並与普通和新种的病毒核心外型相同，魔進追跡者變換武裝專用             | 變身形態Tune Chaser Spider，附帶武器Fang Spidey                                                                                          |
| Chaser Cobra  |          | 追迹者眼鏡蛇 | 魔進追跡者 | 武裝變換                                                                       | 外表呈銀色並与普通和新种的病毒核心外型相同，魔進追跡者變換武裝專用             | 變身形態Tune Chaser Cobra，附帶武器Tail Whipper                                                                                          |
| Chaser Bat    |          | 追迹者蝙蝠   | 魔進追跡者 | 武裝變換                                                                       | 外表呈銀色並与普通和新种的病毒核心外型相同，魔進追跡者變換武裝專用             | 變身形態Tune Chaser Bat，附帶武器Wing Sniper                                                                                             |
| Lupin Blade   |          | 魯邦短劍     | Lupin      | 更多 ： 假面騎士×假面騎士 Drive & 鎧武 MOVIE大戰 Full Throttle § 假面騎士Lupin | 更多 ： 假面騎士×假面騎士 Drive & 鎧武 MOVIE大戰 Full Throttle § 假面騎士Lupin | 更多 ： 假面騎士×假面騎士 Drive & 鎧武 MOVIE大戰 Full Throttle § 假面騎士Lupin                                                           |
| Spider        |          | 蜘蛛         | -          | -                                                                              | 用作構造或催化蜘蛛型惡路程式身體之用                                           | 普通黑色的用作構造身體,進化或巨大化惡路程式身體之用 紅色的新種病毒核心在惡路程式與目標人類陰暗面的情緒得到同化後，作為與其身體融合的導體 |
| Cobra         |          | 眼鏡蛇       | -          | -                                                                              | 用作構造或催化眼镜蛇型惡路程式身體之用                                         | 普通黑色的用作構造身體,進化或巨大化惡路程式身體之用 紅色的新種病毒核心在惡路程式與目標人類陰暗面的情緒得到同化後，作為與其身體融合的導體 |
| Bat           |          | 蝙蝠         | -          | -                                                                              | 用作構造或催化蝙蝠型惡路程式身體之用                                           | 普通黑色的用作構造身體,進化或巨大化惡路程式身體之用 紅色的新種病毒核心在惡路程式與目標人類陰暗面的情緒得到同化後，作為與其身體融合的導體 |

### 超級病毒核心（Super Viral Core）
有關參考：用語
| 英文名稱 | 日文名稱 | 中文名稱 | 隸屬者                                                                       | 種類                                                                         | 能力                                                                         | 備註                                                                         |
| -------- | -------- | -------- | ---------------------------------------------------------------------------- | ---------------------------------------------------------------------------- | ---------------------------------------------------------------------------- | ---------------------------------------------------------------------------- |
| Rhino    |          | 犀牛     | 更多 ： Drive SAGA 假面騎士Chaser § 本作登場超級病毒核心（Super Viral Core） | 更多 ： Drive SAGA 假面騎士Chaser § 本作登場超級病毒核心（Super Viral Core） | 更多 ： Drive SAGA 假面騎士Chaser § 本作登場超級病毒核心（Super Viral Core） | 更多 ： Drive SAGA 假面騎士Chaser § 本作登場超級病毒核心（Super Viral Core） |

## 本作登場怪人
有關參考：用語

### 惡路程式（Roidmude）
| 名字 | 中文翻譯         | 編號 | 身高                                                                                 | 體重                                                                                 | 能力簡介 |
| ---- | ---------------- | --- | ------------------------------------------------------------------------------------ | ------------------------------------------------------------------------------------ | --- |
|      | 眼鏡蛇型惡路程式 | 001、006、009、013、014、021、023、029、031、034、037、038、041、049、052、055、057、062、063、065、067、070、073、074、075、082、085、086、090、094、100、105                               | 200cm                                                                                | 97kg                                                                                 | 手部能夠發射出壓縮能量彈；胸前能發射出大型壓縮能量彈；能產生防禦用反射鏡 巨大化時異變成眼鏡蛇外形；嘴巴能發射光彈                     |
|      | 蜘蛛型惡路程式   | 002、004、008、010、012、015、018、019、020、022、024、025、027、028、030、032、036、039、042、044、045、046、047、050、054、056、060、064、078、079、081、084、089、093、097、099、102、108 | 200cm                                                                                | 97kg                                                                                 | 手部能夠發射出壓縮能量彈；嘴巴能吐出蜘蛛絲；會使用蜘蛛絲作移動，或是固定於物體上結成蜘蛛網令其短時間懸留在空中 巨大化時異變成蜘蛛外形 |
|      | 蝙蝠型惡路程式   | 003、005、007、011、016、017、026、033、035、040、043、048、051、053、058、059、061、066、068、069、071、072、076、077、080、083、087、088、091、092、095、096、098、101、103、104、106、107 | 210cm                                                                                | 97kg                                                                                 | 手部能夠發射出壓縮能量彈；背部可長出翅膀於空中飛行 巨大化時異變成蝙蝠外形；嘴巴能發射光彈                                             |
|      | 零原型           | 000 | 195cm                                                                                | 95kg                                                                                 | |
|      | 強化型惡路程式   | ZZZ | 更多 ： 假面騎士×假面騎士 Drive & 鎧武 MOVIE大戰 Full Throttle § 登場怪人 / 敵對角色 | 更多 ： 假面騎士×假面騎士 Drive & 鎧武 MOVIE大戰 Full Throttle § 登場怪人 / 敵對角色 | 更多 ： 假面騎士×假面騎士 Drive & 鎧武 MOVIE大戰 Full Throttle § 登場怪人 / 敵對角色                                                  |
|      | 未來型惡路程式   | --- | 更多 ： 劇場版 假面騎士Drive Surprise Future § 本作登場怪人                          | 更多 ： 劇場版 假面騎士Drive Surprise Future § 本作登場怪人                          | 更多 ： 劇場版 假面騎士Drive Surprise Future § 本作登場怪人                                                                           |

### 半進化惡路程式
| 編號 | 惡路程式類型 | 身高  | 體重  | 擬態人物     | 出場話數                                                      | 附加能力簡介 |
| ---- | ------------ | ----- | ----- | ------------ | ------------------------------------------------------------- | --- |
| 018  | 蜘蛛型       | 208cm | 100kg | （原名不詳） | 13                                                            | 身體能製造出手鐲型「重加速」裝置                                                                                      |
| 096  | 蝙蝠型       | 210cm | 104kg | 七尾莉菈     | 14－15                                                        | 右手長有利爪，任何目標被抓傷後全身會呈現藍色及陷入假死狀態                                                            |
| 044  | 蜘蛛型       | 206cm | 109kg | （無）       | 20                                                            | 經過醫師惡路程式改造後戰鬥力得到強化，別稱「死神軍團」，使用名為「Hell Scythe」的鎌狀武器；有部分右手變化成利爪或槍械 |
| 094  | 眼鏡蛇型     | 206cm | 109kg | （無）       | 20                                                            | 經過醫師惡路程式改造後戰鬥力得到強化，別稱「死神軍團」，使用名為「Hell Scythe」的鎌狀武器；有部分右手變化成利爪或槍械 |
| 104  | 蝙蝠型       | 206cm | 109kg | （無）       | 21                                                            | 經過醫師惡路程式改造後戰鬥力得到強化，別稱「死神軍團」，使用名為「Hell Scythe」的鎌狀武器；有部分右手變化成利爪或槍械 |
| 034  | 眼鏡蛇型     | 206cm | 109kg | （無）       | 21－22                                                        | 經過醫師惡路程式改造後戰鬥力得到強化，別稱「死神軍團」，使用名為「Hell Scythe」的鎌狀武器；有部分右手變化成利爪或槍械 |
| 054  | 蜘蛛型       | 206cm | 109kg | （無）       | 21－22                                                        | 經過醫師惡路程式改造後戰鬥力得到強化，別稱「死神軍團」，使用名為「Hell Scythe」的鎌狀武器；有部分右手變化成利爪或槍械 |
| 028  | 蜘蛛型       | 206cm | 109kg | （原名不详） | 31                                                            | 經過醫師惡路程式改造後戰鬥力得到強化，別稱「死神軍團」，使用名為「Hell Scythe」的鎌狀武器；有部分右手變化成利爪或槍械 |
| 092  | 蝙蝠型       | 206cm | 109kg | （原名不详） | 31                                                            | 經過醫師惡路程式改造後戰鬥力得到強化，別稱「死神軍團」，使用名為「Hell Scythe」的鎌狀武器；有部分右手變化成利爪或槍械 |
| 041  | 眼镜蛇型     | 206cm | 109kg | （無）       | 37－38                                                        | 經過醫師惡路程式改造後戰鬥力得到強化，別稱「死神軍團」，使用名為「Hell Scythe」的鎌狀武器；有部分右手變化成利爪或槍械 |
| 045  | 蜘蛛型       | 206cm | 109kg | （無）       | 38                                                            | 經過醫師惡路程式改造後戰鬥力得到強化，別稱「死神軍團」，使用名為「Hell Scythe」的鎌狀武器；有部分右手變化成利爪或槍械 |
| 013  | 眼镜蛇型     | 206cm | 109kg | （無）       | 43                                                            | 經過醫師惡路程式改造後戰鬥力得到強化，別稱「死神軍團」，使用名為「Hell Scythe」的鎌狀武器；有部分右手變化成利爪或槍械 |
| 022  | 蜘蛛型       | 206cm | 109kg | （無）       | 43                                                            | 經過醫師惡路程式改造後戰鬥力得到強化，別稱「死神軍團」，使用名為「Hell Scythe」的鎌狀武器；有部分右手變化成利爪或槍械 |
| 080  | 蝙蝠型       | 206cm | 109kg | （無）       | 43                                                            | 經過醫師惡路程式改造後戰鬥力得到強化，別稱「死神軍團」，使用名為「Hell Scythe」的鎌狀武器；有部分右手變化成利爪或槍械 |
| 021  | 眼镜蛇型     | 206cm | 109kg | （無）       | 44                                                            | 經過醫師惡路程式改造後戰鬥力得到強化，別稱「死神軍團」，使用名為「Hell Scythe」的鎌狀武器；有部分右手變化成利爪或槍械 |
| 032  | 蜘蛛型       | 206cm | 109kg | （無）       | 44                                                            | 經過醫師惡路程式改造後戰鬥力得到強化，別稱「死神軍團」，使用名為「Hell Scythe」的鎌狀武器；有部分右手變化成利爪或槍械 |
| 083  | 蝙蝠型       | 206cm | 109kg | （無）       | 44                                                            | 經過醫師惡路程式改造後戰鬥力得到強化，別稱「死神軍團」，使用名為「Hell Scythe」的鎌狀武器；有部分右手變化成利爪或槍械 |
| 015  | 蜘蛛型       | 206cm | 109kg | （無）       | 45                                                            | 經過醫師惡路程式改造後戰鬥力得到強化，別稱「死神軍團」，使用名為「Hell Scythe」的鎌狀武器；有部分右手變化成利爪或槍械 |
| 019  | 蜘蛛型       | 206cm | 109kg | （無）       | 45                                                            | 經過醫師惡路程式改造後戰鬥力得到強化，別稱「死神軍團」，使用名為「Hell Scythe」的鎌狀武器；有部分右手變化成利爪或槍械 |
| 035  | 蝙蝠型       | 206cm | 109kg | （無）       | 45                                                            | 經過醫師惡路程式改造後戰鬥力得到強化，別稱「死神軍團」，使用名為「Hell Scythe」的鎌狀武器；有部分右手變化成利爪或槍械 |
| 059  | 蝙蝠型       | 206cm | 109kg | （無）       | 45                                                            | 經過醫師惡路程式改造後戰鬥力得到強化，別稱「死神軍團」，使用名為「Hell Scythe」的鎌狀武器；有部分右手變化成利爪或槍械 |
| 070  | 眼镜蛇型     | 206cm | 109kg | （無）       | 45                                                            | 經過醫師惡路程式改造後戰鬥力得到強化，別稱「死神軍團」，使用名為「Hell Scythe」的鎌狀武器；有部分右手變化成利爪或槍械 |
| 075  | 眼镜蛇型     | 206cm | 109kg | （無）       | 45                                                            | 經過醫師惡路程式改造後戰鬥力得到強化，別稱「死神軍團」，使用名為「Hell Scythe」的鎌狀武器；有部分右手變化成利爪或槍械 |
| 081  | 蜘蛛型       | 206cm | 109kg | （無）       | 45－46                                                        | 經過醫師惡路程式改造後戰鬥力得到強化，別稱「死神軍團」，使用名為「Hell Scythe」的鎌狀武器；有部分右手變化成利爪或槍械 |
| 101  | 蝙蝠型       | 206cm | 109kg | （無）       | 45－46                                                        | 經過醫師惡路程式改造後戰鬥力得到強化，別稱「死神軍團」，使用名為「Hell Scythe」的鎌狀武器；有部分右手變化成利爪或槍械 |
| 105  | 眼镜蛇型     | 206cm | 109kg | （無）       | 45－46                                                        | 經過醫師惡路程式改造後戰鬥力得到強化，別稱「死神軍團」，使用名為「Hell Scythe」的鎌狀武器；有部分右手變化成利爪或槍械 |
| 100  | 眼镜蛇型     | 206cm | 109kg | （無）       | 《假面騎士Drive 祕密任務 type LUPIN ～Lupin、最後的挑戰書～》 | 經過醫師惡路程式改造後戰鬥力得到強化，別稱「死神軍團」，使用名為「Hell Scythe」的鎌狀武器；有部分右手變化成利爪或槍械 |
| 089  | 蜘蛛型       | 200cm | 97kg  | D博士        | 《手裏劍戰隊忍忍者VS假面騎士Drive 春假合體1小時特別篇》       | 集合修卡怪人與封印手裏劍的妖怪力量於一身，具有引發目標的潛在恐懼及令其動作遲緩的能力「Terrible Pressure」             |

### 進化態惡路程式
| 名字 | 中文翻譯       | 英文翻譯          | 原型惡路程式                                                | 原屬編號                                                    | 身高                                                        | 體重                                                        | 擬態／融合人物                                              | 出場話數                                                    | 能力簡介 |
| ---- | -------------- | ----------------- | ----------------------------------------------------------- | ----------------------------------------------------------- | ----------------------------------------------------------- | ----------------------------------------------------------- | ----------------------------------------------------------- | ----------------------------------------------------------- | --- |
|      | 鋼鐵惡路程式   | Iron Roidmude     | 眼镜蛇型                                                    | 029                                                         | 229cm                                                       | 193kg                                                       | 益田信夫／ 澤井伊代                                         | 2                                                           | 擅長近戰；具有剛強的腕力；腕部裝甲可伸延 |
|      | 塗料惡路程式   | Paint Roidmude    | 蜘蛛型                                                      | 010                                                         | 219cm                                                       | 135kg                                                       | 淺矢一廣                                                    | 3-4                                                         | 左手能發射絲狀光束，或能夠使人類及任何物體化成彩色數據線條後再轉移重組；右手的顏料噴口能夠伸長；可噴出紅色具灼燒性、綠色具強酸性、以及紫色具固著性的顏料                         |
|      | 粉碎惡路程式   | Crush Roidmude    | 眼镜蛇型                                                    | 023                                                         | 223cm                                                       | 250kg                                                       | （原名不詳）                                                | 4-6                                                         | 全身異常堅硬；雙手為破壞力強的槌子；吃下爆炸類危險品後能夠短暫性提升戰鬥力 |
|      | 獨家惡路程式   | Scooper Roidmude  | 蝙蝠型                                                      | 033                                                         | 211cm                                                       | 125kg                                                       | （無）                                                      | 7-8                                                         | 胸前鏡頭具有透視拍攝功能，並可將拍下的物體即時或以顯示相片的形式實體化及消除其內部構造，戰鬥時亦能夠作發射光彈攻擊；具有特殊的電板型裝置可讓人類也能在「重加速」之中正常活動     |
|      | 伏特惡路程式   | Volt Roidmude     | 蜘蛛型                                                      | 024                                                         | 221cm                                                       | 122kg                                                       | 美波護郎                                                    | 9                                                           | 雙手能夠放電或製造落雷攻擊；以帶電的拳擊作近身攻擊；能夠使用電磁鐵的原理，操縱鐵製物品及製造擁有反彈力的力場                                                                     |
|      | 伏特幽靈       | Volt Ghost        | 蜘蛛型                                                      | 024                                                         | 221cm                                                       | 122kg                                                       | 美波護郎                                                    | 11                                                          | 伏特惡路程式發明的裝置所殘留的意識，通過吸收電力而實體化，能力方面與伏特Roidmude一樣                                                                                             |
|      | 槍手惡路程式   | Gunman Roidmude   | 蝙蝠型                                                      | 017                                                         | 208cm                                                       | 119kg                                                       | （原名不詳）                                                | 12-13                                                       | 使用能速射與蓄力攻擊的左輪手槍「Emperor 17」為武器 |
|      | 聲音惡路程式   | Voice Roidmude    | 蜘蛛型                                                      | 030                                                         | 210cm                                                       | 114kg                                                       | 甘城秀／ 笹本喜三郎                                         | 16-17                                                       | 全身的管子會發出特殊音波，能藉此操縱人類及讓其產生幻覺；戰鬥時則能以聲音化成衝擊波及音波彈攻擊                                                                                   |
|      | 制裁惡路程式   | Judge Roidmude    | 眼镜蛇型                                                    | 065                                                         | 204cm                                                       | 110kg                                                       | 橘真伍                                                      | 18-19                                                       | 使用鈍劍「Blade Judge」作為武器；手部能放出帶有電流的繩索「Shock Judge」 |
|      | 发射惡路程式   | Shoot Roidmude    | 蝙蝠型                                                      | 091                                                         | 209cm                                                       | 126kg                                                       | 茂木拓郎                                                    | 23-24                                                       | 全身的管子能發射出超高速兼具爆破性的飛鏢「Blast Darts」；兩肩能發射四門飛彈；其後再经头脑恶路程式改造后，发射出的飛鏢「Blast Darts」能帶有神经毒素                               |
|      | 劍刃惡路程式   | Sword Roidmude    | 蝙蝠型                                                      | 007                                                         | 230cm                                                       | 137kg                                                       | 多賀始                                                      | 25-26、48                                                   | 雙手的刀刃能放出光束斬擊 |
|      | 探索惡路程式   | Seeker Roidmude   | 蜘蛛型                                                      | 050                                                         | 216cm                                                       | 114kg                                                       | 西堀令子                                                    | 27-28                                                       | 使用爪子及手杖「Blow Wand」為武器；手掌上的眼睛能將人類的負面感情放大 |
|      | 開啟惡路程式   | Open Roidmude     | 眼镜蛇型                                                    | 067                                                         | 216cm                                                       | 136kg                                                       | 根岸逸郎                                                    | 29-30                                                       | 手執能解開任何鎖的鑰匙「Common Master Key」；以強化的臂膀進行攻擊；頭部能發射光束刀刃；手掌能夠發出能量彈；可製造鐵鍊和鎖頭拘束目標                                              |
|      | 盜賊惡路程式   | Thief Roidmude    | 蝙蝠型                                                      | 106、 003                                                   | 210cm                                                       | 117kg                                                       | 仁良光秀                                                    | 34-36                                                       | 能夠收藏任何物件至身體的異空間內；擁有隱身的能力；鐵鈎狀的右手可隨意伸縮纏繞物體及放出鉤形光束；再與头脑恶路程式融合后，能夠使用含有劇毒的觸手；可隨意放出毒霧；手掌能發出能量彈 |
|      | 烹飪惡路程式   | Cook Roidmude     | 眼镜蛇型                                                    | 090                                                         | 221cm                                                       | 130kg                                                       | 增川美穗（擬態）／ 奧村松太郎（融合）                       | 37-38                                                       | 右手帶有廚刀狀的利爪；舌頭能伸長作攻擊目標；能夠發射出餐叉形相的能量光線；左手經醫師惡路程式改造成槍械後能夠發射能量彈                                                           |
|      | 悖論惡路程式   | Paradox Roidmude  | 更多 ： 劇場版 假面騎士Drive Surprise Future § 本作登場怪人 | 更多 ： 劇場版 假面騎士Drive Surprise Future § 本作登場怪人 | 更多 ： 劇場版 假面騎士Drive Surprise Future § 本作登場怪人 | 更多 ： 劇場版 假面騎士Drive Surprise Future § 本作登場怪人 | 更多 ： 劇場版 假面騎士Drive Surprise Future § 本作登場怪人 | 更多 ： 劇場版 假面騎士Drive Surprise Future § 本作登場怪人 | 更多 ： 劇場版 假面騎士Drive Surprise Future § 本作登場怪人 |
|      | 天使惡路程式   | Angel Roidmude    | 更多 ： Drive SAGA 假面騎士Chaser § 本作登場怪人            | 更多 ： Drive SAGA 假面騎士Chaser § 本作登場怪人            | 更多 ： Drive SAGA 假面騎士Chaser § 本作登場怪人            | 更多 ： Drive SAGA 假面騎士Chaser § 本作登場怪人            | 更多 ： Drive SAGA 假面騎士Chaser § 本作登場怪人            | 更多 ： Drive SAGA 假面騎士Chaser § 本作登場怪人            | 更多 ： Drive SAGA 假面騎士Chaser § 本作登場怪人 |
|      | 復仇者惡路程式 | Revenger Roidmude | 更多 ： Drive SAGA § 假面騎士Heart本作登場怪人              | 更多 ： Drive SAGA § 假面騎士Heart本作登場怪人              | 更多 ： Drive SAGA § 假面騎士Heart本作登場怪人              | 更多 ： Drive SAGA § 假面騎士Heart本作登場怪人              | 更多 ： Drive SAGA § 假面騎士Heart本作登場怪人              | 更多 ： Drive SAGA § 假面騎士Heart本作登場怪人              | 更多 ： Drive SAGA § 假面騎士Heart本作登場怪人 |

### 幹部惡路程式
心臟惡路程式（替身演出：藤田洋平 / 岡元次郎、CV：蕨野友也）
原文： / Heart Roidmude
人類身份：廣井真藏（Heart）
原型惡路程式：蜘蛛型
原屬編號：002
身高：222cm
體重：123kg
位於心室的內燃器官能無限增強自身力量，但伴隨著失控甚至自毀的風險。
經過医师惡路程式改造後，能夠發動比一般「重加速」更強的「超重加速」。
擁有能夠因應敵人的戰鬥力，再相對作出進一步強化的體質。
通過與假面騎士Drive多次戰鬥，從敵對關係亦能互相認同之下，「喜悅」情緒達至極限後而進化成「超進化態」，另外增添可爆發強大衝擊波的能力。
頭腦惡路程式（替身演出：佐藤太輔、CV：松島庄汰）
原文： / Brain Roidmude
人類身份：杵田光晴（Brain）
原型惡路程式：蝙蝠型
原屬編號：003
身高：200cm
體重：120kg
能夠製造出神經毒素注入目標體內；可放出強大的能量彈；發出的腦電波能夠作攻擊之用。
與仁良光秀融合後，獲得對方達至極限的「嫉妒」情緒而進化成「超進化態」，另外增添可使用念動力移動任何物體、製造屏障防禦及發動強力爆破的能力。
魔進追跡者（替身演出：今井靖彦、CV：上遠野太洸）
医师惡路程式（替身演出：小倉敏博、CV：马场富美香）
原文： / Medic Roidmude
人類身份：羽鳥美鈴（Medic）
原型惡路程式：眼镜蛇型
原屬編號：009
身高：205cm
體重：107kg
能夠修復惡路程式未被破壞的核心或強化改造其身體；隨意長出觸手攻擊目標；可放出切斷性激光射線。
從被擬態者羽鳥美鈴身上了解自己所追求對愛的真意後，「愛欲」的情緒達至極限從而進化成「超進化態」。
凍結惡路程式（替身演出：大林勝、CV：堀內正美）
原文： / Freeze Roidmude
人類身份：真影壯一（Freeze）
原型惡路程式：眼镜蛇型
原屬編號：001
身高：212cm
體重：118kg
能夠製造出冰針注入目標的腦部，封鎖局部記憶從而將之篡改；可發出低溫的能量彈以及暴風雪。
被假面騎士Drive打敗後，「屈辱」的情緒達至極限從而進化成「超進化態」，另外增添發出具破壞性能量光線的能力。
龍捲惡路程式（替身演出：今井靖彥、CV：日向丈）
原文： / Tornado Roidmude
人類身份：喬治白鐘（Tornado）
原型惡路程式：蜘蛛型
原屬編號：008
身高：215cm
體重：124kg
能夠製造強風或控制風向流動，亦可利用風力增強自身移動速度；右手能變化成鑽頭形狀攻擊敵人。

### 另類型惡路程式
Gord Drive（黃金Drive）（替身演出：永德 / 岡田和也、CV：森田成一）
原文：CV：森田成一
身高：199cm
體重：116kg
蠻野驅動器腰帶與奪取惡路程式006身體後變身的姿態。
扭轉開關便可發動能夠發動將假面騎士的武器與道具轉換為數據並竊取的干擾裝置“黃金轉換”；亦可放出黃金能量波、凝聚能量槍攻擊。
- 另外雖然GOLD DRIVE外型上擁有"蠻野驅動器"腰帶，但官方歸屬於另類型惡路程式怪人

Sigma Circular（西格瑪迴路）
原文：
CV：森田成一、藤村步
身高：234cm
體重：242kg
與特防中心的能源融合後獲得進化的姿態。
能夠發動覆蓋全地球範圍的「重加速」並將人類數據化；可放出擴散性激光射線；擁有高速的移動能力；帶有攻擊與防禦兼備的防護罩；可從地面長出巨大尖刺攻擊站立範圍內的敵人。

## 播放列表
以下時間以當地時間（日本時間）為準
| 日本首播     | 話數              | 日文標題 | 中文標題                       | 事件                                | 登場敵方怪人 | 關東收視率 | 編劇       | 導演     |
| ------------ | ----------------- | -------- | ------------------------------ | ----------------------------------- | --- | ---------- | ---------- | -------- |
| 第一章       |                   |          |                                |                                     | |            |            |          |
| 2014/10/5    | 1                 |          | 我的時間為什麼停止了           | 連續赤色化殺人未遂事件              | - 惡路程式029（CV：橫山真史） - 惡路程式042 - 惡路程式088 | 7.5%       | 三条陸     | 田崎龍太 |
| 2014/10/12   | 2                 |          | 假面騎士是什麼                 | 連續赤色化殺人未遂事件              | - 惡路程式029（CV：橫山真史） - 鋼鐵惡路程式 - 惡路程式071 - 惡路程式084 - 惡路程式093 | 6.3%       | 三条陸     | 田崎龍太 |
| 2014/10/19   | 3                 |          | 是誰奪走了她的笑容             | 美術館女高中生失蹤事件              | - 惡路程式010（CV：ルー大柴） - 塗料惡路程式 - 惡路程式084（CV：村上雄太） - 惡路程式051（CV：大賀太郎） | 4.8%       | 三条陸     | 柴崎貴行 |
| 2014/10/26   | 4                 |          | 高傲的追跡者在想什麼           | 美術館女高中生失蹤事件              | - 惡路程式010（CV：ルー大柴） - 塗料惡路程式 - 惡路程式023（CV：廣瀬康幸） - 粉碎惡路程式 | 5.9%       | 三条陸     | 柴崎貴行 |
| 2014/11/9    | 5                 |          | 鋼鐵強盜團的目標是什麼         | 食物運輸車襲擊事件                  | - 惡路程式003（CV：松島庄汰） - 頭腦惡路程式 - 惡路程式023（CV：廣瀬康幸） - 粉碎惡路程式 - 惡路程式060（CV：安田裕己） - 惡路程式074（CV：黒川明人） | 6.1%       | 三条陸     | 諸田敏   |
| 2014/11/16   | 6                 |          | 戰士是為了誰而戰               | 食物運輸車襲擊事件                  | - 惡路程式023（CV：廣瀬康幸） - 粉碎惡路程式 - 惡路程式074（CV：黒川明人） - 巨大化形態 | 5.4%       | 三条陸     | 諸田敏   |
| 2014/11/23   | 7                 |          | 關鍵畫面是怎麼拍出來的         | 市內連續建築物崩塌事件              | - 惡路程式033（CV：中博史） - 獨家惡路程式 | 5.4%       | 長谷川圭一 | 山口恭平 |
| 2014/11/30   | 8                 |          | 藏在胸口的秘密是什麼           | 市內連續建築物崩塌事件              | - 惡路程式033（CV：中博史） - 獨家惡路程式 | 5.3%       | 長谷川圭一 | 山口恭平 |
| 2014/12/7    | 9                 |          | 如何才能擁有帥氣的車身         | 空中放電起火事件                    | - 惡路程式024（CV：あご勇） - 伏特惡路程式 - 惡路程式037（CV：新田健太） - 惡路程式103（CV：辻本一樹） | 4.0%       | 三条陸     | 金田治   |
| 2014/12/14   | 10                |          | 腰帶以前發生了什麼事           | 空中放電起火事件                    | - 惡路程式002（CV：蕨野友也） - 心臟惡路程式 | 5.5%       | 三条陸     | 金田治   |
| 2014/12/21   | 11                |          | 誰能夠防止暗黑的聖夜發生       | 空中放電起火事件                    | - 惡路程式003（CV：松島庄汰） - 頭腦惡路程式 - 伏特幽灵（CV：あご勇） - 巨大化形態 | 5.9%       | 三条陸     | 金田治   |
| 2014/12/28   | 12                |          | 白色的假面騎士是從哪來的       | 房地主殺人未遂事件                  | - 惡路程式017（CV：Bernard Ackah） - 槍手惡路程式 | 5.2%       | 三条陸     | 石田秀範 |
| 2015/01/11   | 13                |          | 為什麼我的弟弟不懂得煞車       | 房地主殺人未遂事件                  | - 惡路程式017（CV：Bernard Ackah） - 槍手惡路程式 - 惡路程式018（CV：Marvin Jr.） | 5.3%       | 三条陸     | 石田秀範 |
| 2015/01/18   | 14                |          | 鎖定她的黑影究竟是誰           | 人氣女演員跟蹤事件                  | - 惡路程式003（CV：松島庄汰） - 頭腦惡路程式 - 惡路程式069（CV：三浦俊輔） - 巨大化形態 - 惡路程式096 | 4.9%       | 長谷川圭一 | 諸田敏   |
| 2015/01/25   | 15                |          | 這份心意何時才能傳達           | 人氣女演員跟蹤事件                  | - 惡路程式096（CV：末永遙） | 4.8%       | 長谷川圭一 | 諸田敏   |
| 2015/02/01   | 16                |          | 澤神凜奈為什麼坐立不安         | 大規模欺詐事件                      | - 惡路程式002（CV：蕨野友也） - 心臟惡路程式 - 惡路程式030（CV：松永博史） - 聲音惡路程式 - 惡路程式046 - 惡路程式085 | 5.3%       | 三条陸     | 山口恭平 |
| 2015/02/08   | 17                |          | 誰能夠駕馭Dead Heat            | 大規模欺詐事件                      | - 惡路程式030（CV：成松慶彥） - 聲音惡路程式 - 惡路程式064 - 惡路程式095 | 5.7%       | 三条陸     | 山口恭平 |
| 2015/02/15   | 18                |          | 為何追田警部補要追捕他         | 復仇代理人事件                      | - 惡路程式065（CV：田久保修平） - 制裁惡路程式 | 6.1%       | 長谷川圭一 | 石田秀範 |
| 2015/02/22   | 19                |          | 是什麼制裁了刑警               | 復仇代理人事件                      | - 惡路程式065（CV：田久保修平） - 制裁惡路程式 | 5.9%       | 長谷川圭一 | 石田秀範 |
| 2015/03/01   | 20                |          | 西城究是什麼時候變成惡路程式的 | 偶像聲優襲擊事件                    | - 惡路程式009（CV：馬場富美香） - 醫師惡路程式 - 惡路程式072（CV：濱野謙太） - 惡路程式044 - 惡路程式094 | 6.5%       | 三条陸     | 金田治   |
| 2015/03/08   | 21                |          | 不一致的死者們表達了什麼       | 五地同時殺人事件                    | - 惡路程式002（CV：蕨野友也） - 心臟惡路程式 - 惡路程式009（CV：馬場富美香） - 醫師惡路程式 - 惡路程式034 - 惡路程式054 - 惡路程式104 | 6.2%       | 三条陸     | 金田治   |
| 2015/03/15   | 22                |          | 用F車身時該怎麼戰鬥才好        | 五地同時殺人事件                    | - 惡路程式034 - 惡路程式054 | 5.1%       | 三条陸     | 金田治   |
| 2015/03/22   | 23                |          | 是誰阻止了戲弄人的笑聲         | 連續預告爆炸事件                    | - 惡路程式091（CV：武子直輝） - 發射惡路程式 | 6.1%       | 香村純子   | 鈴村展弘 |
| 2015/04/05   | 24                |          | 是什麼讓Mach狂奔的             | 連續預告爆炸事件                    | - 惡路程式091（CV：武子直輝） - 發射惡路程式 | 5.1%       | 香村純子   | 鈴村展弘 |
| 第二章       |                   |          |                                |                                     | |            |            |          |
| 2015/4/12    | 25                |          | 新的戰鬥為什麼開始了           | 逃獄暨殺人未遂事件                  | - 惡路程式007（CV：大原崇） - 劍刃惡路程式（CV：谷充義） | 7.0%       | 三条陸     | 諸田敏   |
| 2015/4/19    | 26                |          | Chaser將何去何從               | 逃獄暨殺人未遂事件                  | - 惡路程式002（CV：蕨野友也） - 心臟惡路程式 - 惡路程式007（CV：大原崇） - 劍刃惡路程式（CV：谷充義） | 6.0%       | 三条陸     | 諸田敏   |
| 2015/4/26    | 27                |          | 詩島剛戰鬥的理由是什麼         | 新興住宅街居民連續襲擊事件          | - 惡路程式050（CV：吉開清人） - 探索惡路程式 - 惡路程式003（CV：松島庄汰） - 頭腦惡路程式 - 惡路程式078 - 惡路程式082 | 5.5%       | 長谷川圭一 | 石田秀範 |
| 2015/5/3     | 28                |          | 為何要對家庭下手               | 新興住宅街居民連續襲擊事件          | - 惡路程式050（CV：吉開清人） - 探索惡路程式（CV：はねゆり） - 惡路程式026 - 巨大化形態 - 惡路程式043 - 巨大化形態 - 惡路程式087 - 巨大化形態 | 4.5%       | 長谷川圭一 | 石田秀範 |
| 2015/5/10    | 29                |          | 搶劫事件究竟有什麼內幕         | 英都銀行員連續射殺事件              | - 惡路程式067（CV：河田吉正） - 開啟惡路程式（CV：福井博章） - 惡路程式003（CV：松島庄汰） - 頭腦惡路程式 | 6.0%       | 香村純子   | 田崎龍太 |
| 2015/5/17    | 30                |          | 誰會說出真兇的事情             | 英都銀行員連續射殺事件              | - 惡路程式067（CV：河田吉正） - 開啟惡路程式（CV：福井博章） | 5.6%       | 香村純子   | 田崎龍太 |
| 2015/5/24    | 31                |          | 重要的記憶為什麼被消除了       | 連續誘拐事件                        | - 惡路程式001（CV：堀內正美） - 凍結惡路程式 - 惡路程式003（CV：松島庄汰） - 頭腦惡路程式 - 惡路程式028 - 惡路程式092 | 5.5%       | 長谷川圭一 | 山口恭平 |
| 2015/5/31    | 32                |          | 在進化終點等待的是什麼         | 連續誘拐事件                        | - 惡路程式001（CV：堀內正美） - 凍結惡路程式 - 凍結惡路程式超進化態 - 惡路程式002（CV：蕨野友也） - 心臟惡路程式 - 惡路程式003（CV：松島庄汰） - 頭腦惡路程式 | 5.2%       | 長谷川圭一 | 山口恭平 |
| 2015/6/7     | 33                |          | 是誰奪走了泊進之介的生命       | 連續誘拐事件                        | - 惡路程式001（CV：堀內正美） - 凍結惡路程式超進化態 | 5.3%       | 三条陸     | 諸田敏   |
| 2015/6/14    | 34                |          | 是誰奪走了泊英介的生命         | 科搜研證物竊盜事件                  | - 惡路程式002（CV：蕨野友也） - 心臟惡路程式 - 惡路程式003（CV：松島庄汰） - 頭腦惡路程式 - 頭腦惡路程式超進化態 - 惡路程式106（CV：勝杏里） - 盜賊惡路程式（CV：飯田基祐） - 巨大化形態 | 4.7%       | 三条陸     | 諸田敏   |
| 2015/6/28    | 35                |          | 為什麼會引發挾持事件           | 特狀課籠城事件                      | - 惡路程式003（CV：松島庄汰） - 頭腦惡路程式超進化態 - 盜賊惡路程式（CV：飯田基祐） - 惡路程式009（CV：馬場富美香） - 醫師惡路程式 | 5.3%       | 長谷川圭一 | 山口恭平 |
| 2015/7/5     | 36                |          | 子彈會將正義引導到何處         | 特狀課籠城事件                      | - 惡路程式002（CV：蕨野友也） - 心臟惡路程式 - 惡路程式003（CV：松島庄汰） - 頭腦惡路程式超進化態 - 盜賊惡路程式（CV：飯田基祐） - 惡路程式038 - 惡路程式039 - 惡路程式040 - 惡路程式047 - 惡路程式048 - 惡路程式049                                                                                                 | 5.7%       | 長谷川圭一 | 山口恭平 |
| Gold Drive篇 |                   |          |                                |                                     | |            |            |          |
| 2015/7/12    | 37                |          | 以究極美味為目標的人是誰       | 連續機械生命體自燃事件              | - 惡路程式002（CV：蕨野友也） - 心臟惡路程式 - 惡路程式036 - 惡路程式041 - 惡路程式062 - 惡路程式068（CV：内川仁朗） - 惡路程式090 - 烹飪惡路程式 | 5.5%       | 三条陸     | 舞原賢三 |
| 2015/7/19    | 38                |          | 惡魔為何不停追求進化           | 連續機械生命體自燃事件              | - 惡路程式002（CV：蕨野友也） - 心臟惡路程式 - 心臟惡路程式超進化態 - 惡路程式009（CV：馬場富美香） - 醫師惡路程式 - 惡路程式041 - 惡路程式045 - 惡路程式090（CV：鮎川桃果） - 烹飪惡路程式（CV：吉岡そんれい） | 5.1%       | 三条陸     | 舞原賢三 |
| 2015/7/26    | 39                |          | 來去如風的綁架犯何時會來襲     | 連續女性綁架事件                    | - 惡路程式008（CV：日向丈） - 龍捲惡路程式 - 惡路程式002（CV：蕨野友也） - 心臟惡路程式超進化態 - 惡路程式004 - 惡路程式036 - 惡路程式062 - 惡路程式098 | 4.4%       | 三条陸     | 柴崎貴行 |
| 2015/8/2     | 40                |          | 2位天才科學家為何會起衝突      | 連續女性綁架事件                    | - 惡路程式008（CV：日向丈） - 龍捲惡路程式 - 惡路程式002（CV：蕨野友也） - 心臟惡路程式超進化態 - 惡路程式004 | 5.0%       | 三条陸     | 柴崎貴行 |
| 2015/8/9     | 41                |          | Gold Drive是如何誕生的         | 連續女性昏睡事件                    | - 惡路程式002（CV：蕨野友也） - 心臟惡路程式超進化態 - 惡路程式006（CV：松浦新） - Gord Drive（CV：森田成一） - 惡路程式009（CV：馬場富美香） - 醫師惡路程式 - 惡路程式052 - 惡路程式053 - 惡路程式056 - 惡路程式058 - 惡路程式063 - 惡路程式079                                                                     | 5.0%       | 長谷川圭一 | 山口恭平 |
| 2015/8/16    | 42                |          | 女神的真相在何處               | 連續女性昏睡事件                    | - 惡路程式002（CV：蕨野友也） - 心臟惡路程式超進化態 - 惡路程式009（CV：馬場富美香） - 醫師惡路程式 - 醫師惡路程式超進化態 - Gord Drive（CV：森田成一） | 3.8%       | 長谷川圭一 | 山口恭平 |
| 2015/8/23    | 43                |          | 第二次全球凍結會在何時發生     | 第二次「Global Freeze」發生未遂事件 | - Gord Drive（CV：森田成一） - 惡路程式002（CV：蕨野友也） - 心臟惡路程式超進化態 - 惡路程式003（CV：松島庄汰） - 頭腦惡路程式超進化態 - 惡路程式004（CV：Chris Peppler） - 惡路程式009（CV：馬場富美香） - 醫師惡路程式超進化態 - 惡路程式013 - 惡路程式022 - 惡路程式066 - 惡路程式080                             | 3.1%       | 三条陸     | 石田秀範 |
| 2015/8/30    | 44                |          | 誰是最愛Heart的人              | 第二次「Global Freeze」發生未遂事件 | - Gord Drive（CV：森田成一） - 惡路程式003（CV：松島庄汰） - 頭腦惡路程式超進化態 - 惡路程式002（CV：蕨野友也） - 心臟惡路程式超進化態 - 惡路程式004（CV：Chris Peppler） - 惡路程式009（CV：馬場富美香） - 醫師惡路程式超進化態 - 惡路程式021 - 惡路程式032 - 惡路程式073 - 惡路程式083 - 惡路程式097 - 惡路程式107 | 4.6%       | 三条陸     | 石田秀範 |
| 2015/9/6     | 45                |          | 惡路程式最後的夢想是什麼       | 特防中心攻堅事件                    | - Gord Drive（CV：森田成一） - 惡路程式015 - 惡路程式019 - 惡路程式035 - 惡路程式059 - 惡路程式070 - 惡路程式075 - 惡路程式081 - 惡路程式101 - 惡路程式105 | 5.3%       | 三条陸     | 柴崎貴行 |
| 2015/9/13    | 46                |          | 他們為何非戰鬥不可             | 特防中心攻堅事件                    | - Gord Drive（CV：森田成一） - 惡路程式002（CV：蕨野友也） - 心臟惡路程式超進化態 - 惡路程式009（CV：馬場富美香） - 醫師惡路程式超進化態 - 惡路程式081 - 惡路程式101 - 惡路程式105 - Sigma Circular（CV：森田成一、藤村步）                                                                                          | 4.7%       | 三条陸     | 柴崎貴行 |
| 2015/9/20    | 47                |          | 朋友啊，你要把未來托付給誰     | 特防中心攻堅事件                    | - 惡路程式002（CV：蕨野友也） - 心臟惡路程式超進化態 - Sigma Circular（CV：森田成一、藤村步） - 劍刃惡路程式 - 凍結惡路程式超進化態 - 盜賊惡路程式 | 4.9%       | 三条陸     | 柴崎貴行 |
| 特別篇       |                   |          |                                |                                     | |            |            |          |
| 2015/9/27    | 最終話 （特別篇） |          | Ghost的事件                    |                                     | - 眼魔（CV：一条和矢） - 惡路程式012 - 惡路程式055 | 4.7%       | 毛利亘宏   | 金田治   |

## 音樂

### 主題曲
「SURPRISE-DRIVE」
- 演唱：Mitsuru Matsuoka EARNEST DRIVE（日语：松岡充） [24]
- 作詞：藤林聖子
- 作曲／編曲：tatsuo（日语：tatsuo）

### 插曲
「Full Throttle」
- 演唱：S.S.P.D.〜STEEL SOUND POLICE DEPT〜（日语：S.S.P.D.〜STEEL SOUND POLICE DEPT〜）
- 作詞：藤林聖子
- 作曲／編曲：tatsuo（日语：tatsuo）

「Don't lose your mind」
- 演唱：S.S.P.D.〜STEEL SOUND POLICE DEPT〜
- 作詞：藤林聖子
- 作曲／編曲：tatsuo

「UNLIMITED DRIVE」
- 演唱：KAMEN RIDER GIRLS
- 作詞：藤林聖子
- 作曲：DJHurryKenn
- 編曲：RYO（日语：RYO）

「Spinning Wheel」
- 演唱：泊進之介、詩島剛、Chase（CV：竹内涼真、稻葉友、上遠野太洸）
- 作詞：藤林聖子
- 作曲／編曲：鳴瀨シュウヘイ（日语：鳴瀬シュウヘイ）

## 其他相關媒體

### 劇場版
- 《假面騎士×假面騎士 Drive & 鎧武 MOVIE大戰 Full Throttle》（2014年12月13日上映）
- 《超級英雄大戰GP 假面騎士3號》（2015年3月21日上映）
- 《劇場版 假面騎士Drive Surprise Future》（2015年8月8日上映）
- 《假面騎士×假面騎士 Ghost & Drive 超MOVIE大戰 Genesis》（2015年12月12日上映）
- 《假面騎士平成Generations Dr.Pac-Man對EX-AID&Ghost with 傳說騎士》（2016年12月10日上映）
- 《劇場版 假面騎士ZI-O Over Quartzer》（2019年7月26日上映）

### 映像商品化

#### 劇集商品
- TV劇集Blu-ray及DVD通常版（2015年2月13日起發行）
  - 共4話劇集本編
- DVD COLLECTION套裝版本（2015年4月8日起發行）
  - 共12話劇集本編DVD
  - 初回限定特典
    - 資料簿
    - 全卷收藏盒

  - 映像特典
    - 製作發表編集
    - 預告PR集
    - 設定集
    - 《泊進之介的審訊室》
- Blu-ray COLLECTION套裝版本（2015年4月8日起發行）
  - 共12話劇集本編Blu-ray
  - 初回限定特典
    - 資料簿
    - 資料卡
    - 全卷收藏盒

  - 映像特典
    - 製作發表編集
    - 預告PR集
    - 設定集
    - 《泊進之介的審訊室》
    - 《假面騎士Drive 秘密任務 type TOKUJO》
- 《泊進之介的審訊室》


收錄在Blu-ray COLLECTION套裝版本內的映像特典之一，劇中主要演員以座談會形式作對話。

#### 外傳
- 《假面騎士Drive 秘密任務 type TV-KUN Hunter & Monster！追緝超怪盜之謎！》


月刊雜誌《てれびくん》2015年1月號付錄特別篇DVD。
劇本 - 長谷川圭一
導演 - 鈴村展弘
攝影 - 松村文雄
助理編導 - 山口恭平
- 《幪面超人Drive 秘密任務 type ZERO 第0話 倒計時to Global Freeze》


電影《假面騎士×假面騎士 Drive & 鎧武 MOVIE大戰 Full Throttle》上映當日限量派發的特典DVD。
- 《d Video特別篇 假面騎士4號》


電影《超級英雄大戰GP 假面騎士3號》上映當日限量派發的特典DVD及網上配信劇集。
- 《假面騎士Drive 秘密任務 type TOKUJO》


於Blu-ray COLLECTION套裝版本內映像特典之一的短劇，全4話完結。主要講述特狀課現任成員被組成的真正原因。
劇本 - 高橋悠也
導演 - 鈴村展弘
攝影 - 倉田幸治
助理編導 - 上堀内佳寿也、大峯靖弘、浦弘之
| 話數 | 主題 | 中文主題                              | 發售日期      |
| ---- | ---- | ------------------------------------- | ------------- |
| 1    |      | 特狀課是怎樣集結的                    | 2015年4月8日  |
| 2    |      | 靈魂系統到底是什麼                    | 2015年7月8日  |
| 3    |      | 是誰殺死了小田桐教授                  | 2015年10月7日 |
| 4    |      | 為什麼蠻野博士瞄準著「Global Freeze」 | 2016年1月6日  |

- 《電影上映記念！1分鐘故事》


與電影《劇場版 假面騎士Drive Surprise Future》作出聯動，於第38話起在劇集完畢後一連四集的一分鐘短劇。
- 《假面騎士REVICE The Mystery》


- 《假面騎士JUUGA VS 假面騎士OLTECA》



### 網路劇
- 《假面騎士Outsiders》


蠻野天十郎、Brain 登場。

### OV作品
- 《Drive SAGA》

本作繼《假面騎士W》及前作《假面騎士鎧武》後第三部《平成假面騎士系列》錄影帶OV作品。
- 《Drive SAGA 假面騎士Chaser》


預定2016年4月20日以Blu-ray及DVD發行。
- 《Drive SAGA 假面騎士Heart/假面騎士Mach》


預定2016年11月16日以Blu-ray及DVD發行。
- 《Drive SAGA 假面騎士Brain》


播出日期/2019年4月28日－2019年5月5日

### 超戰鬥DVD
- 《假面騎士Drive 秘密任務 type HIGH SPEED！正版的力量！高速型號誕生！》


月刊雜誌《てれびくん》2015年3月號付錄的特別篇DVD。
劇本 - 香村純子
導演 - 鈴村展弘
攝影 - 倉田幸治
助理編導 - 上堀内佳壽也
- 《假面騎士Drive 秘密任務 type LUPIN ～Lupin、最後的挑戰書～》


月刊雜誌《てれびくん》2015年11月號認募換購的特別篇DVD。
劇本 - 三條陸
導演 - 鈴村展弘
攝影 - 松村文雄
助理編導 - 塩川純平

### 電視遊戲
- 《假面騎士Summonride！》（2014年12月4日發行、PlayStation 3 / Wii U）

### 《手里剑战队忍忍者VS假面騎士Drive 春假合體1小時特別篇》

继《烈車戰隊特急者VS假面騎士鎧武 春假合體特別篇》后假面騎士及超級戰隊第二次跨界合作，於電視版本故事聯動的一小時特別篇。
将於2015年3月29日播放。

### 電視影集
- 《假面騎士ZI-O》

Chase/魔進Chaser 第47-48話登場。

## 製作人員
- 原作 - 石之森章太郎
- 監製 - 小野寺章（石森プロ）（日语：小野寺章）
- 製作人 - 佐佐木基（日语：佐々木基）（tv asahi）、大森敬仁（日语：大森敬仁）、望月卓（東映）
- 劇本 - 三條陸、長谷川圭一、香村純子、毛利亘宏
- 導演 - 田崎龍太（日语：田崎竜太）、柴崎貴行（日语：柴﨑貴行）、諸田敏（日语：諸田敏）、山口恭平（日语：山口恭平）、金田治（日语：金田治）、石田秀範（日语：石田秀範）、鈴村展弘（日语：鈴村展弘）、舞原賢三（日语：舞原賢三）
- 配樂 - 鳴瀨シュウヘイ（日语：鳴瀬シュウヘイ）、中川幸太郎
- 音樂製作 - 河野裕介（日语：DJ HurryKenn）
- 攝影 - 松村文雄（日语：松村文雄）、倉田幸治、植竹篤史
- 美術 - 大嶋修一（日语：大嶋修一）
- 照明 - 斗澤秀、水本富男
- 錄音 - 南德昭、遠藤和生、堀江二郎
- 編集 - 佐藤連
- 助理編導 - 塩川純平、上堀内佳壽也、茶谷和行、清水賢一、永井大裕、荒川史繪、大峯靖弘、谷口昌史、石井千晶、小野峻昌
- 助理編導應援 - 山口恭平
- 動作指導候補 - 小倉敏博（日语：おぐらとしひろ）
- 製作統籌 - 道木廣志（日语：道木広志）
- 製作人候補 - 菅野亞由美、小高史織
- EED監製 - 緩鹿秀隆（東映Digital Lab）
- EED - 高橋和寛
- 選曲 - 金成謙二（Don Company）
- 音響效果 - 大野義彦
- 整音 - 曾我薫
- 人物設計 - 田嶋秀樹、PLEX（日语：プレックス）
- 衣裳設計 - 伊津野妙子（石森プロ）
- 怪人設計 - 竹谷隆之（日语：竹谷隆之）
- 造型 - Blend master（日语：ブレンドマスター）
- 操演 - 高木友善（Rise）
- 汽車特技協調 - 西村信宏（武士 Racing（日语：タケシレーシング））
- CG製作 - 特攝研究所（日语：特撮研究所）
- 特攝協調 - 中根伸治
- 特攝監製 - 足立享、捻橋尚文
- 視覺效果 - 日本映像Creative（日语：日本映像クリエイティブ）
- 分鏡 - なかの★陽
- 特攝導演 - 佛田洋（日语：佛田洋）
- 動作指導 - 石垣廣文（日语：石垣広文）、宮崎剛（日语：宮崎剛 (俳優)）（JAE）
- 製作單位 - 東映、tv asahi、ADK

## 超級英雄時間相關條目
- 2014秋《烈車戰隊特急者》（第31-47集）
- 2015春《手裏劍戰隊忍忍者》（第1-31集）

## 海外播映
| 台灣 霹靂台灣台 星期一至星期五 18:00-18:30 | 台灣 霹靂台灣台 星期一至星期五 18:00-18:30 | 台灣 霹靂台灣台 星期一至星期五 18:00-18:30 |
| ------------------------------------------ | ------------------------------------------ | ------------------------------------------ |
|                                            | （2020年4月16日﹣2021年6月22日）           |                                            |
|                                            |                                            |                                            |

## 相關資料

## 外部連結
- 《假面騎士Drive》朝日官網（页面存档备份，存于）（日語）
- 《假面騎士Drive》東映官網（页面存档备份，存于）（日語）
- 《假面騎士系列》情報網站 （页面存档备份，存于）（日語）
- 《假面騎士系列》萬代官網 （页面存档备份，存于）（日語）
- KamenRiderDrive的X（前Twitter）